# Samlag

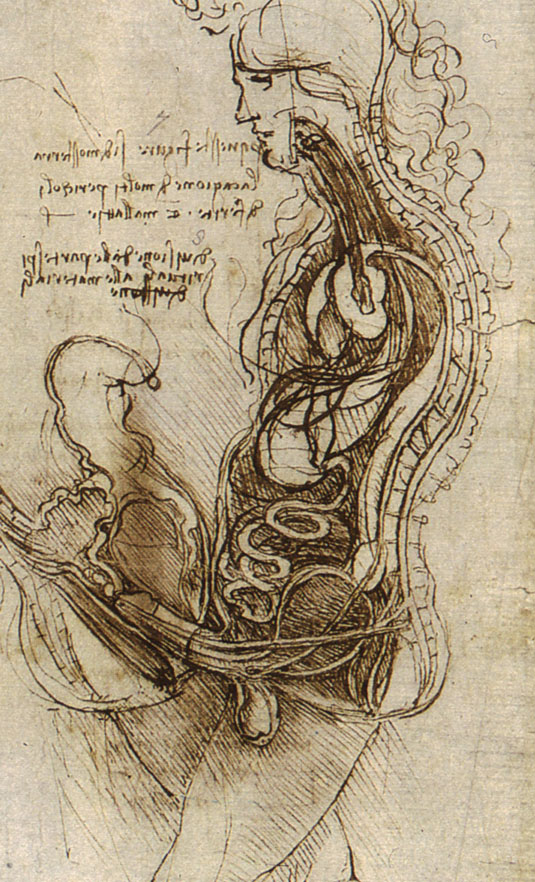
Skiss av Leonardo da Vinci föreställande ett heterosexuellt samlag i genomskärning.

Samlag (även kopulering, latin coitus) är en sexuell aktivitet där två eller flera människor har könsumgänge. Motsvarande för djur heter parning, eller betäckning vid husdjur och boskap i avel. Detta sker vanligen med direkt kontakt mellan könsorgan, till exempel genom att penis tränger in i slidan, men även analsex och oralsex är varianter av samlag. Samlag delas av bland andra Masters och Johnson in i fyra faser: upphetsningsfasen, platåfasen, orgasmfasen och avslappningsfasen. Samlag kan genomföras av olika orsaker, som att vilja uppnå sexuell njutning eller att vilja skaffa barn. För att undvika graviditet vid heterosexuella samlag kan preventivmedel användas. Att använda kondom vid samlag skyddar också mot sexuellt överförbara sjukdomar.
Samlag omnämns ofta som synonymt med sex, men sex inkluderar även andra typer av sexuella aktiviteter, såsom onani (stimulering av de egna könsorganen). Skildringar av samlag inom konsten sorteras in i erotisk konst och pornografi, två av de mest populära genrerna ända sedan utgivningen av Kama Sutra någon gång mellan första århundradet f.Kr. och 500-talet.
Bland problem att genomföra samlag finns vestibulit, impotens och psykiska trauman. Personer som inte genomfört samlag räknas som oskulder. Att (frivilligt) avstå från samlag (och ibland sex överhuvud taget) kallas att leva i celibat, varifrån det engelska inlånet incel – 'ofrivilligt celibat' – kommer.

## Etymologi, synonymer och språkbruk
Ordet samlag har fornvästnordiskt ursprung. Ordet verbiseras genom konstruktionen "ha samlag". I svenskan finns samlag belagt sedan det tidiga 1600-talet, och användes då även för djur. Ordet är en sammansättning av "sam" ('lokal gemenskap', "två l. flera enheter (varelser l. föremål l. företeelser) äro förenade i en enhet") och "lag" (från lägher, 'bädd', eller 'lag', "lägga"). Varianter inkluderar ligga med (sedan åtminstone 1500-talet), vulgärt eller litterärt knulla (sedan åtminstone 1600-talet), ha könsumgänge (sedan åtminstone 1800-talet), älska (sedan åtminstone 1920-talet) och vulgärt eller starkt vardagligt sätta på någon (sedan åtminstone 1960-tal).
Verbet kopulera används synonymt med "ha samlag", men nästan enbart i biologiskt fackspråk. Det betydde i gångna tider 'sammanviga'.

## Samlagets funktion

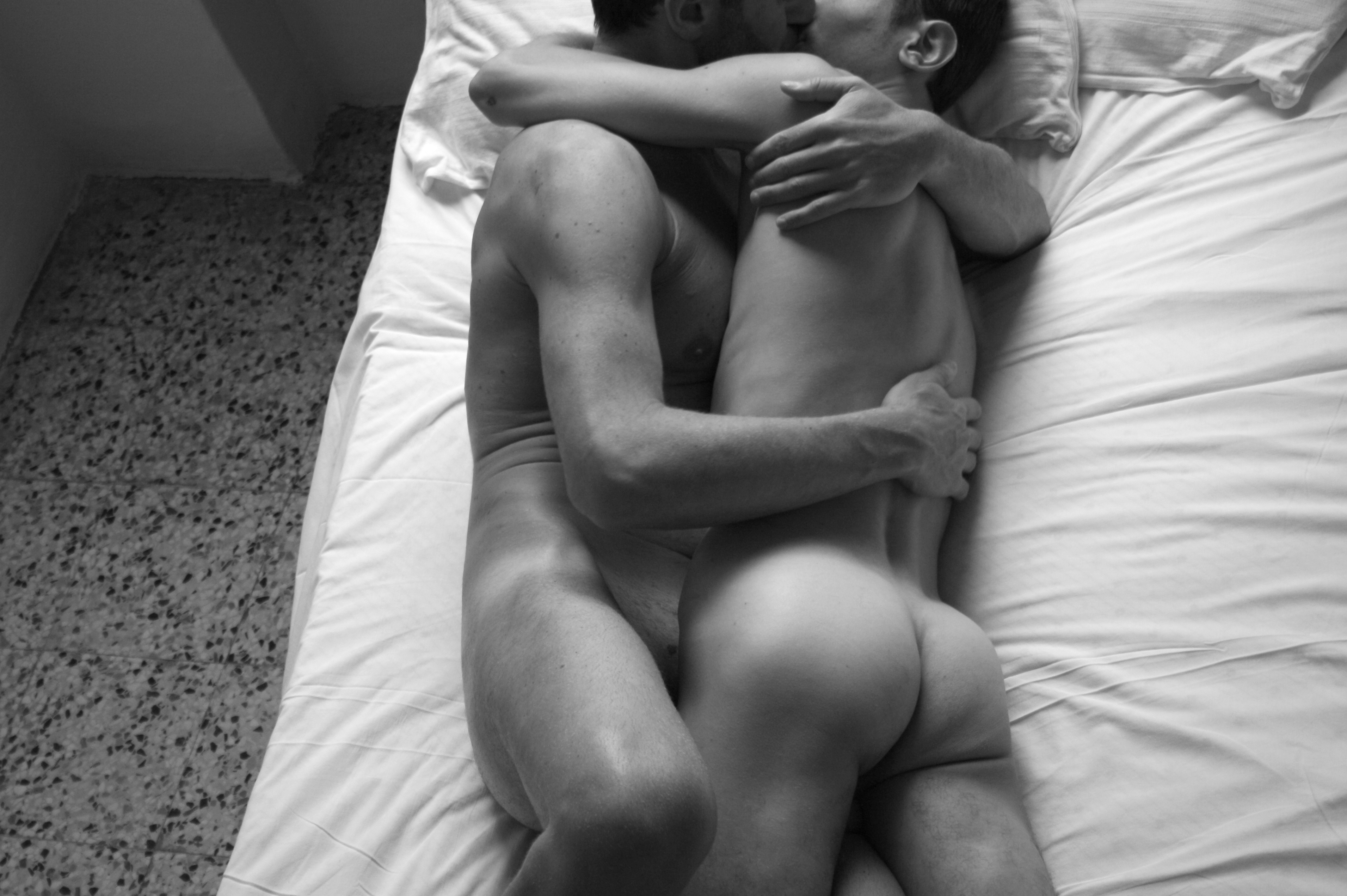
Attraktion, njutning, kärlek och samhörighet är några av orsakerna till att människor har samlag.

Även om samlag är det huvudsakliga sättet som nya människor kommer till (enbart drygt 4 miljoner barn har fötts efter assisterad befruktning), är längtan efter graviditet inte den främsta orsaken till att människor har samlag. Detta kan bland annat ses på att människor som har passerat den reproduktiva åldern (efter kvinnans klimakterium) eller av andra skäl är infertila fortsätter att ha samlag. Det rör sig heller inte enbart om njutning. I en studie av Cindy Meston och David Buss gjord 2007, och därpå följande studier, har fyra huvudskäl och tretton underfaktorer utkristalliserats:
- Fysiska skäl: 1) avslappning, 2) njutning, 3) attraktion till partnern, 4) jakt på erfarenhet
- Måluppfyllnad: 5) nå mål, 6) social status/rykte, 7) hämnd, 8) få överläge i relation eller område i livet
- Känslomässiga skäl: 9) kärlek och samhörighet, 10) uttrycka sig själv
- Osäkerhet: 11) få självförtroende, 12) plikt/press utifrån, 13) säkerställa partners trohet[51][52]

Det finns vissa skillnader mellan könen: män har en mer kroppscenterad inriktning till samlag och söker sex eftersom de uppskattar känslan, medan kvinnor har en mer personcenterad inställning och oftare är ute efter att förstärka förhållandet genom att ha samlag. Ju äldre män blir (efter 40-årsåldern), desto mer förändras deras syn, så att förhållandet gradvis blir viktigare än den egna njutningen.

## Sexualitet och sexuell läggning
Samlag är en del av människans sexualitet. Den franske filosofen Michel Foucault menade i sitt verk Sexualitetens historia (1976–1984) att sex är den fysiska akten medan sexualitet består av fantasier, begär och njutning och annat som formar en persons beteenden.
Världshälsoorganisationen å sin sida definierar sexualitet som:
| ”                           | en central del av att vara människa livet genom och omfattar kön, könsidentitet och -roller, sexuell läggning, erotik, njutning, intimitet och fortplantning. Sexualitet upplevs och uttrycks genom tankar, fantasier, önskningar, trosföreställningar, attityder, värderingar, beteenden, roller och relationer. Även om sexualitet kan inbegripa alla dessa dimensioner, upplevs eller uttrycks inte allihop. Sexualitet påverkas av samverkan mellan biologiska, psykologiska, sociala, ekonomiska, politiska, kulturella, etiska, juridiska, historia, religiösa och andliga faktorer. | „ |
| – Världshälsoorganisationen | |   |

### Historia
Varken det antika Grekland eller Rom hade ett koncept för homosexualitet, men fäste vikt vid vem som penetrerade vem, något som var baserat på status och ålder. Sex mellan kvinnor var däremot något som inte ansågs finnas. Analsex var dock vanligt bland heterosexuella par, eftersom det saknades bra preventivmedel.

## Faser och ställningar

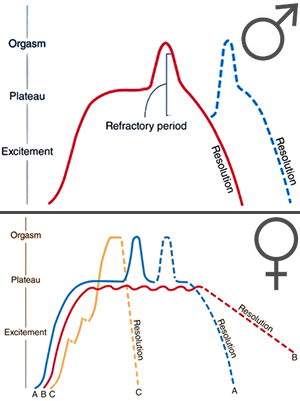
Den sexuella responscykeln, såsom den beskrevs av Masters och Johnson.

Samlag brukar delas in i fyra faser, efter forskning som bedrivits i USA av Masters och Johnson under 1960-talet. De fyra faserna kallas tillsammans den sexuella responscykeln och består av upphetsningsfasen, platåfasen, orgasmfasen och avslappningsfasen. Masters och Johnsons studier ledde till en ökad förståelse för den roll som klitoris har, men också att orgasmer och samlag bedömdes som nödvändiga för kvinnors njutning. Senare studier, under 1970-talet, av Shere Hite fann att de flesta kvinnor inte fick orgasm enbart av samlag, något som gjorde att andra forskare inkluderat lust och tillfredsställelse i den sexuella responscykeln.
Därtill kan samlag genomföras i olika ställningar. Gemensamt för dem är att könsorgan och andra erogena zoner stimuleras. Huvudvarianterna består antingen av att vagina eller analöppning penetreras av exempelvis penis, fingrar eller tunga, så kallade vaginala eller anala samlag, eller av att penis eller klitoris stimuleras av tunga och läppar, så kallade orala samlag.
Många använder under hela eller delar av samlaget sexuella hjälpmedel, med olika funktioner. Vissa är avsedda för att öka avslappningen, andra för att stimulera erogena zoner eller könsorgan, och ytterligare andra används i rollspel eller andra fantasier. Många är formgivna så att de går att använda för att simulera samlag, antingen genom att ta emot en penis eller föra in i en vagina eller ett anus.
Samlag mellan tre personer kallas trekant, mellan fyra personer fyrkant och därefter ofta gruppsex eller orgie.

### Upphetsningsfasen

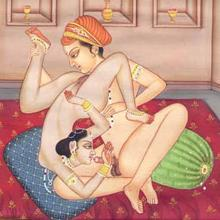
Under upphetsningsfasen kan gemensam oral stimulering av könsorganen (så kallad "69") ingå. Här skildrat i Kama Sutra, skriven någon gång mellan första århundradet f.Kr. och 500-talet.

Samlag inleds med en känsla av lust, som förstärks genom förspel, exempelvis petting (med eller utan sexleksaker), erotik eller liknande. Fysiska kännetecken innefattar ökad muskelspänning, puls och andningsfrekvens, rodnad hud, styvnad av bröstvårtor, förstoring av  kvinnors bröst, förhöjt blodflöde till könsorganen (vilket resulterar i erigerad penis och klitoris), påbörjad vaginal lubrikation och svullnad och förstoring av blygdläppar samt svullnad av testiklar, lubrikerat ollon och sammandragen pung. Dessa processer sker i olika takt hos olika personer och vid olika tillfällen, beroende på bland annat allmänt hälsotillstånd, ålder och libido. Denna fas kan vara alltifrån ett par minuter till flera timmar.

### Stilar och ställningar
Penetration, det vill säga när penis eller annat föremål förs in och ut ur slida eller anus upprepade gånger, är en vanlig del av samlag, men inte den enda möjliga metoden. Dessutom kan sexakten utföras i olika stilar – mjukt eller mindre mjukt – och inkludera olika typer av rollspel.   
Under en studie vid University of Queensland konstaterades att 500 pars samlag under fyra veckor vardera varade mellan 33 sekunder och 44 minuter (från penetration till utlösning), med en mediantid på 5,4 minuter. Längden påverkades inte av om männen använde kondom, eller om de var omskurna, men däremot av parens ålder. Forskarna konstaterar dock att samlag varar längre än själva penetrationstiden. Andra forskare har konstaterat att mer utdraget, långsamt sex ger större chans att kvinnan får orgasm och att mannen undviker för tidig utlösning. Ändå föredrar många kvinnor snabbt sex.
Under upphetsningsfasen och platåfasen (se nedan) kan flera kroppsliga positioner intas. Dessa positioner, eller samlagsställningar, har olika för- och nackdelar: ögonkontakt mellan deltagarna, exponering, fysiska begränsningar, svårighet att nå G-punkten, ökad rörlighet i särskilda positioner, deltagarnas personliga preferenser, ökad chans att bli gravid och liknande påverkar valet. Men olika samlagsställningar förknippas också med olika psykologiska inställningar, såsom en känsla av makt eller överläge, och moral (den så kallade missionärsställningen, med mannen ovanpå, har ibland – felaktigt – beskrivits som den enda ställningen som katolska kyrkan tillåtit).

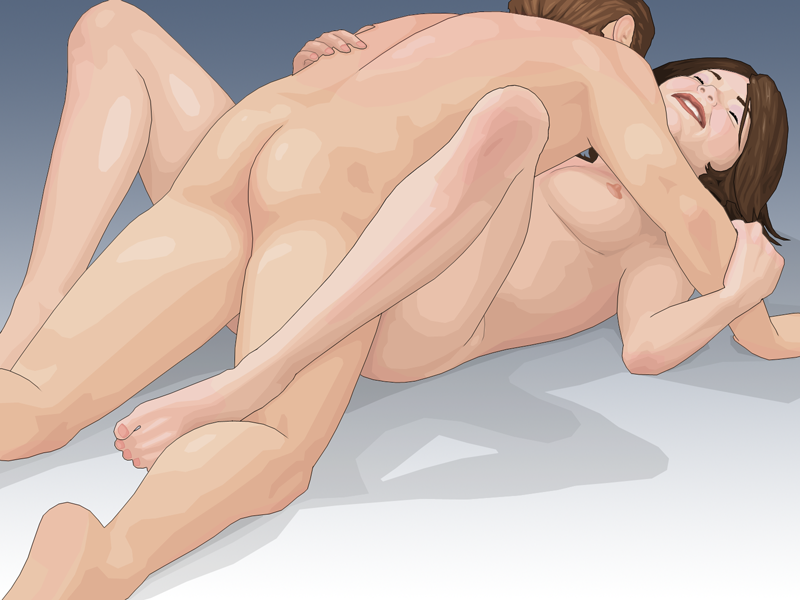
Missionärsställningen.
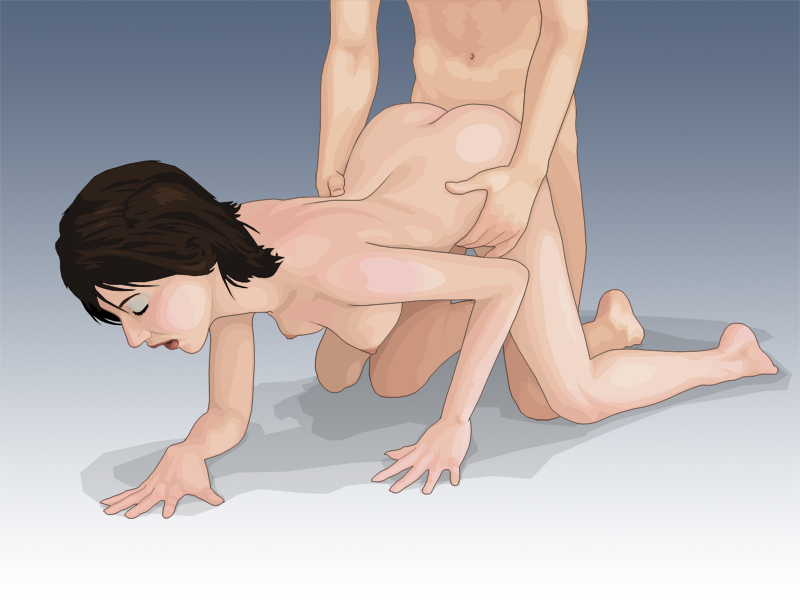
Hundställningen.
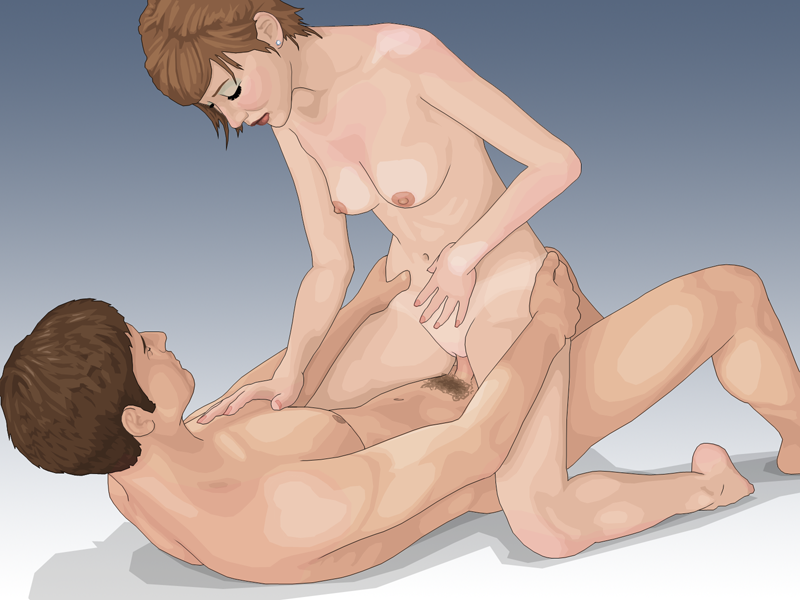
Ridställningen.
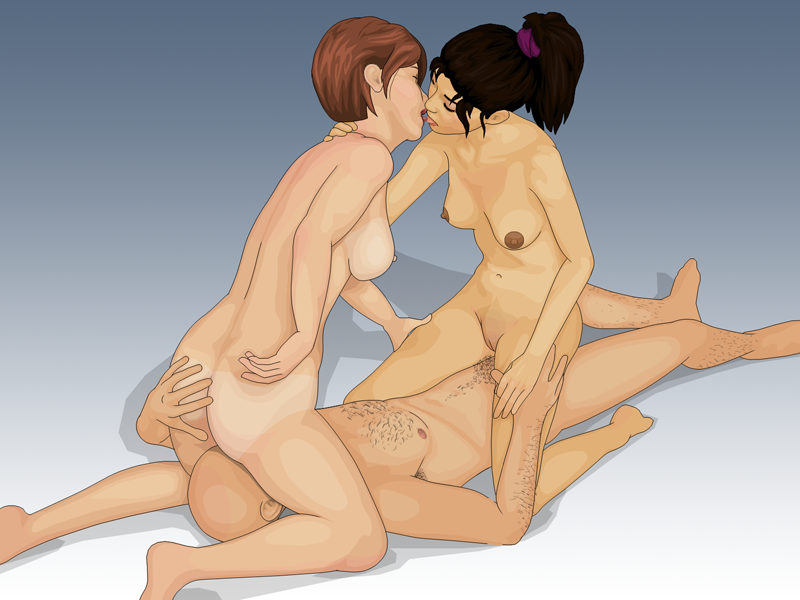
Trekant.
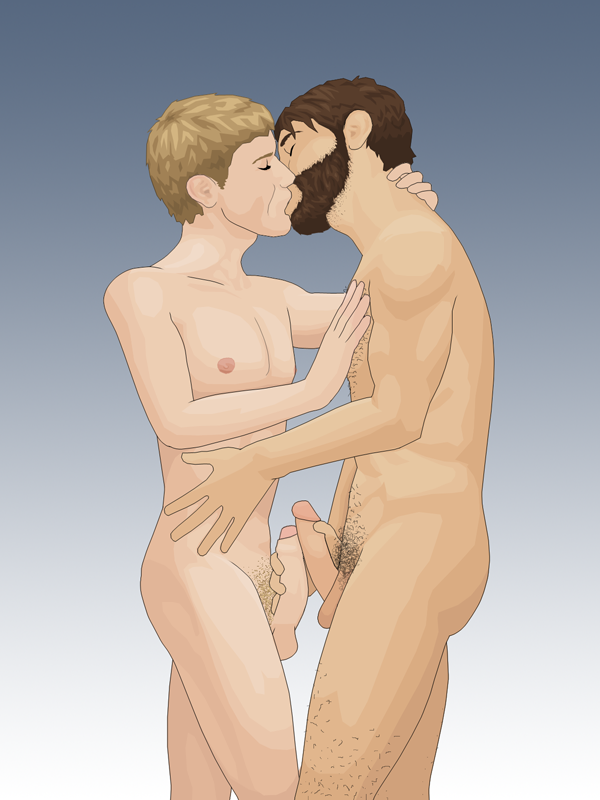
Gnidsex (icke-penetrerande samlag).
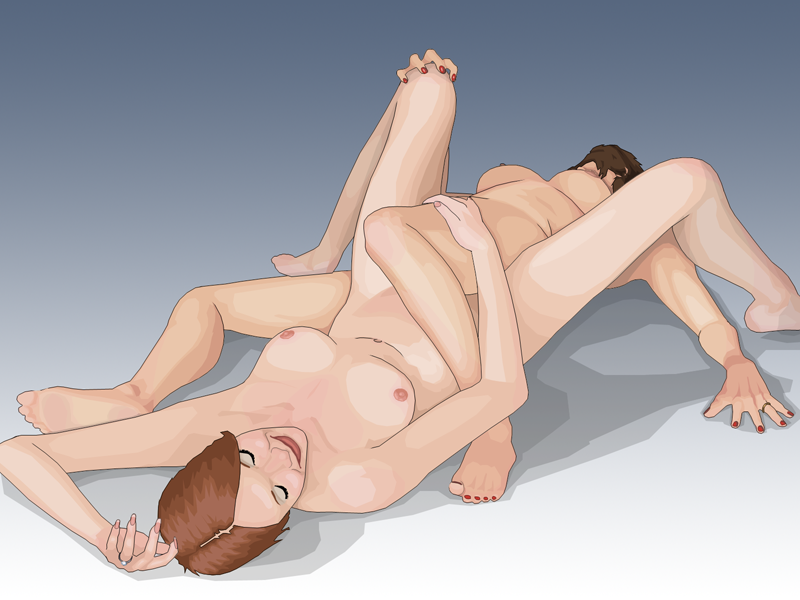
Tribadism.

Samlaget kan utföras med olika slags intensitet och sensuell känsla. Mjukhet och följsamhet i rörelserna, och en lägre takt i själva rörelserna, ingår i den typ av vanlig samlagsstil som ibland kallas för "vanilj". Den karaktäriseras av en försiktighet i utövandet och ofta förutbestämda roller i de olika initiativen. Umgänget utmärks av ett relativt jämnt maktförhållande och en hög grad av intimitet, utan större svängningar mellan över- och underläge, även om denna stil kan innefatta en mängd olika samlagsställningar. Det är dock vanligt att vaniljsex förknippas med missionärsställningen, med en man över en kvinna och med en hög grad av sensualitet.
Ovanstående scenario kan kontrasteras mot olika typer av experimenterande eller mer intensiva samlag som bland annat kan innefatta kraftigare penetratitvt stötande, ovanligare samlagsställningar och/eller olika former av rollspel. Dessa mer intensiva eller avancerade tekniker innehåller också fler utmaningar – fysiska såvål som psykologiska – men för trygga sexpartner som förberett situationen kan det för dem ge minst lika stor tillfredsställelse och möjlighet till orgasm. Genom en kraftigare utsöndring av vissa hormoner kan man på detta sätt även sänka personliga stressnivåer. Under samlag med olika typer av BDSM-inspirerade maktförskjutningar är det minst lika viktigt med både förberedelser, följsamhet och lyhördhet under aktiviteten samt ett avslutande efterspel (här ibland kallat för eftervård).

### Platåfasen
Även om ordet platå annars används för att beskriva en avtagande förhöjning, avses med platåfasen här en period med kraftfull våglik njutning för de involverade. Under denna fas, som varar allt ifrån ett par sekunder till flera minuter, spänns muskler i fötter, händer och ansikte, puls, blodtryck och andningsfrekvens fortsätter att öka, klitoris blir mycket känslig och dras in för att inte stimuleras direkt, testiklarna dras upp i pungen och den yttre delen av vaginan blir särskilt förstorad. Det finns tecken på att förlängd platåfas kan leda till mer intensiva orgasmer. Inom taoismen handlar en del om sexualiteten om att fördröja mannens sädestömning för att förlänga och förnöja njutningen, genom exempelvis andningsövningar. Även tantrasex handlar om att vara medveten och att använda sig av särskilda fördröjningstekniker för att skapa en längre och "högre" nivå av extas när man väl bestämt sig för att gå vidare till nästa fas.

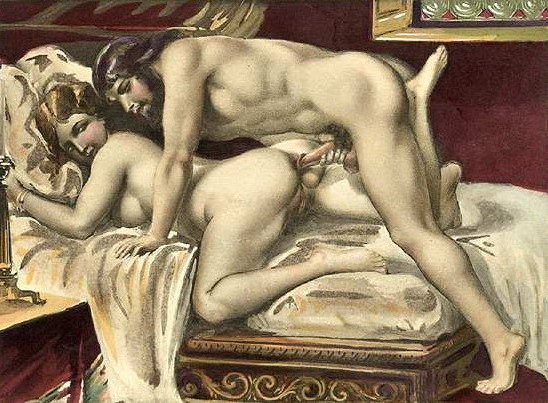
Analt samlag. "Luxuösa sonetter" från 1892 av Édouard-Henri Avril.

### Orgasmfasen
Orgasmfasen är klimaxen i samlagets faser, och varar endast några sekunder. Några kännetecken är: ofrivilliga muskelsammandragningar, blodtryck, puls och andning är på sina högsta nivåer, liksom intaget av syre, en plötslig kraftig upplösning av sexuella spänningar, bäckenbottenmuskulaturen och musklerna i vagina dras samman, livmodern genomgår rytmiska sammandragningar, musklerna vid roten på penis dras samman varpå sädesvätska sprutas ut, och rodnad kan uppstå över hela kroppen. Vissa kvinnor har också ejakulationer, något som ibland kallas fontänorgasm eller sprutorgasm. Orgasm och ejakulation är dock inte samma sak, oavsett kön.
Kvinnliga orgasmer finns därtill i flera varianter, beroende på hur kvinnan stimulerats. De tre vanligaste typerna är slidorgasm, klitorisorgasm (framför allt vid onani) och G-punktsorgasm. Många personer, oavsett kön, kan också uppleva anal orgasm.
Huruvida en eller alla parter i ett samlag upplever orgasm varierar, liksom hur denna orgasm gestaltar sig. Det är vanligt att inte få orgasm samtidigt med sin partner. Omkring en fjärdedel av kvinnor får orgasm nästan jämt vid vaginalt samlag och hälften får orgasm ibland, en femtedel får sällan orgasm och en tjugondel får aldrig orgasm. Några av orsakerna är att klitoris normalt inte stimuleras vid vaginalt samlag, att förspelet varit för kort eller att tempot varit fel. Däremot påverkar endast sällan storleken på penis eller längden på samlaget om kvinnan får orgasm.
Inom tantrasex och taoistiskt sex förekommer betydligt längre orgasmfaser.

### Avslappningsfasen
Efter orgasmen återgår kroppen långsamt till sitt vanliga tillstånd, varpå kroppsdelar återfår sin vanliga storlek och färg. Samtidigt erfar parterna ofta en allmän välbehagskänsla, samhörighet och trötthet.
Medan män oftare behöver en återhämtningsperiod efter orgasm innan de åter kan få orgasm eller ens bli upphetsade, kan kvinnor i högre grad få flera orgasmer i rad. Längden på återhämtningsperioden varierar, delvis beroende på mannens ålder, frekvens av samlag och andra faktorer, och kan vara någonstans mellan ett par minuter till flera dagar. Kvinnors avslappningsfas är längre.
I början på 2000-talet har forskare, såsom Rosemary Basson, fokuserat mer på avslappningsfasens vikt för kvinnor att känna tillfredsställelse efter samlag. Enligt Basson har kvinnor många skäl att ha sex utöver lust.

## Näraliggande begrepp

### Första gången

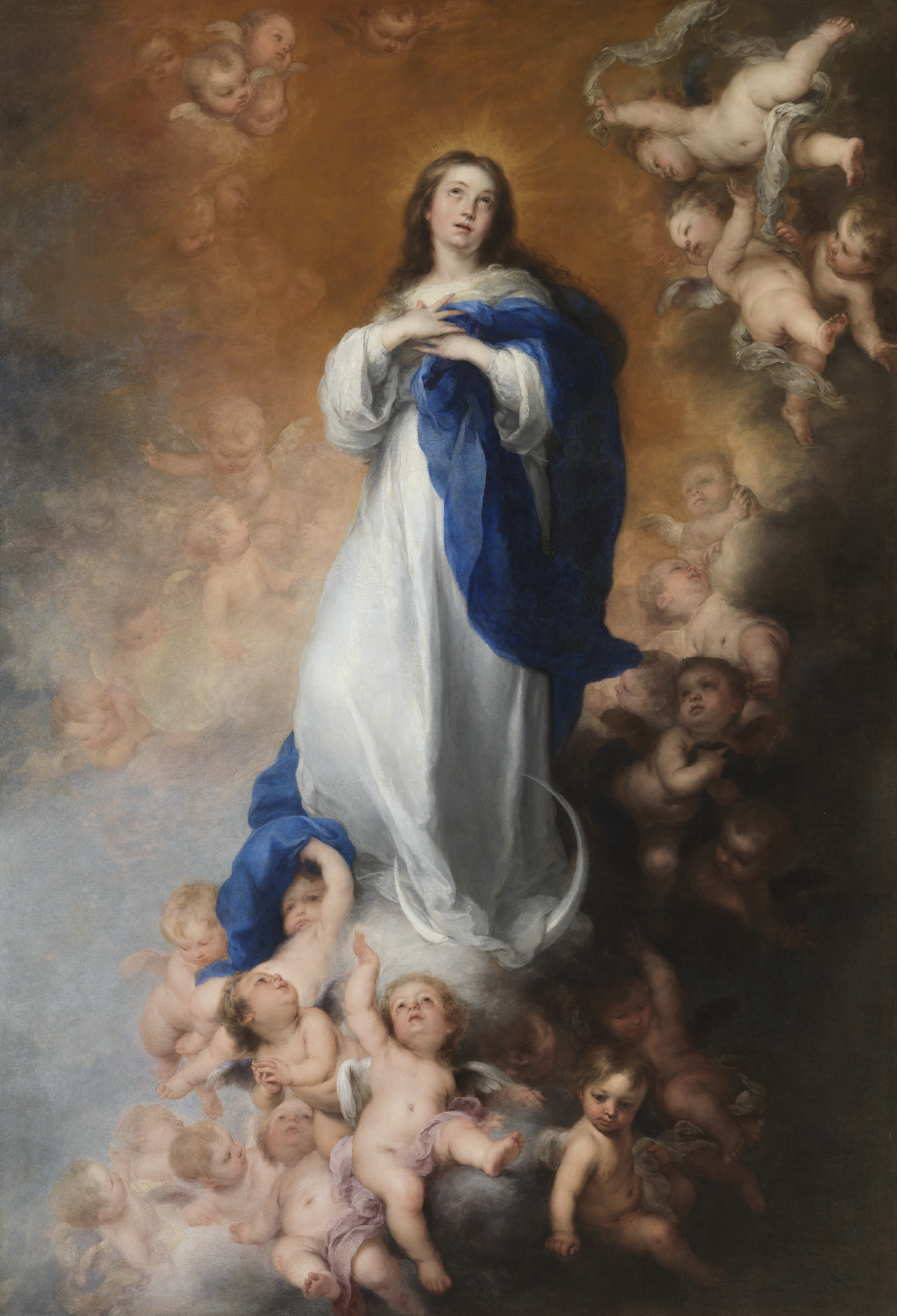
Den obefläckade avlselsen, såsom den skildrades av Bartolomé Esteban Murillo, enligt trosläran att Jungfru Maria blev född utan synd (utan samlag), en tanke som utvecklades på 1100-talet och förvandlades till doktrin i den katolska kyrkan 1854 genom bullan Ineffabilis Deus.

Den som aldrig haft samlag kallas oskuld. För många personer är det första samlaget speciellt, såväl psykologiskt som fysiologiskt, men även socialt. Den första gången är ofta förknippad med smärta för kvinnor och för tidig utlösning för män. Bägge beror ofta på nervositet och spänning, men även på ovana, orealistiska förväntningar och för kort förspel. Socialt finns ibland föreställningar om oskulder som "obefläckade" eller oerfarna. Det förstnämnda är en av orsakerna till bilden av jungfru Maria som anmärkningsvärd (den obefläckade avlelsen). Det finns dock en skillnad mellan synen på manliga och kvinnliga oskulder.
Därtill finns mytbildning kring den blödning som ibland uppstår för kvinnor vid första samlaget, som ibland föreställs komma av att penis spräcker den mödomshinna som tänks täcka slidan. Mödomshinnan är dock mer lik en krans (annars skulle inte menstruationen kunna komma ut). Det går inte att se några yttre tecken på om en person är oskuld eller inte.
Unga människor kan ha svårt att dra gränser för sin egen sexualitet, till exempel för när man känner sig redo eller vilken sexualitet man har. Därför finns lagar för när unga människor når sexuell myndighetsålder. Dessa lagar varierar från land till land, och även historiskt.
Under perioder har äktenskapet och det första samlaget varit tätt förknippat. Inom vissa kulturer tolkas äktenskapet som ett kontrakt som fullbordas genom samlaget. En kristen tradition har varit att ägna de första nätterna som makar utan samlag, de så kallade Tobiasnätterna.
Prima nocte eller droit de seigneur är en förmodad sedvänja under medeltiden, där adelsherrar påstods ha rätten att tillbringa första natten efter bröllopet med sina underlydandes brudar.

### Sexlust
Majoriteten av alla människor föds med en förmåga och drift att känna lust, även om frekvensen varierar för olika människor och under olika tidpunkter i livet. I det antika Grekland skilde man på eros (den romantiska och lidelsefulla kärleken), agape (den förutsättningslösa, självutgivande kärleken utan sexuell underton), fili (eller philia, syskonkärlek, utan erotisk eller sexuell underton), ludus (den lekfulla kärleken), pragma (den långsiktiga kärleken) och filauti (eller philautia, självkärleken). Mer känd är dock teorin om libido, som framfördes av Sigmund Freud i början av 1900-talet (på svenska 1933), och som ofta ses som en "psykisk energi som hänger samman med könsdriften" eller "könsdrift", och som åtminstone delvis hänger ihop med fortplantning. Ordet 'libido' hänger etymologiskt ihop med 'ljuv' och engelskans 'love'.

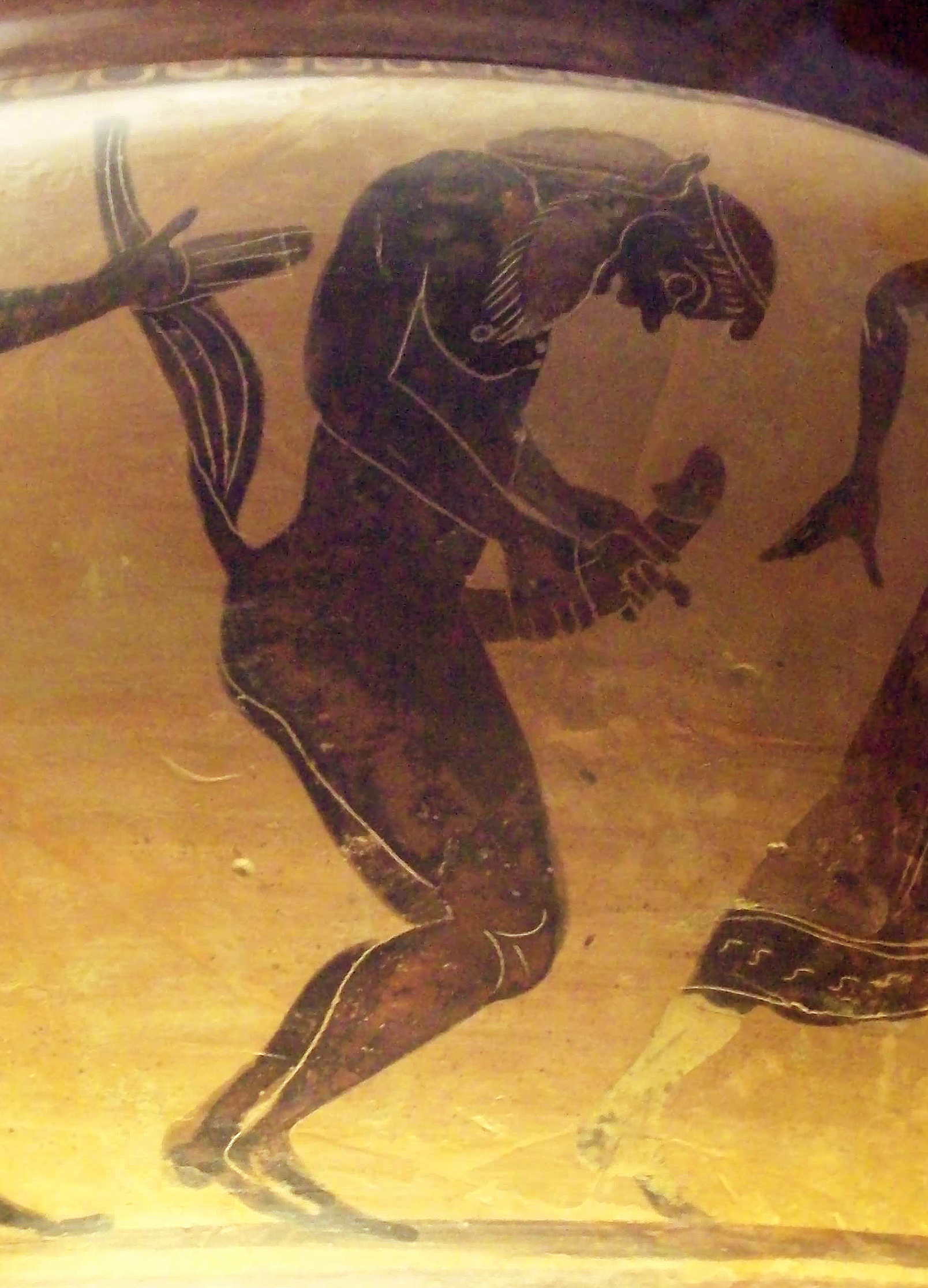
En detalj ur en kolonnkrater från ca 560–550 f.Kr, som föreställer en onanerande satyr. Satyrerna var naturandar med mycket hög sexlust. De atenska satyrspelen har beskrivits som "en genre som består av erektioner".

Det finns skillnader mellan män och kvinnors sexlust, även om enskilda personer avviker starkt från mönstret. Kvinnors sexlust tenderar att vara mer bunden till omgivningen och trygghet. Enligt olika studier tänker män på sex mellan en och nitton gånger per dag. Kvinnor tänker på sex ungefär hälften så ofta, och mer kontextuellt. Viss forskning tyder på att ju oftare en person tänker på sex, desto bättre sexliv. Vilken sexualitet personen har spelar ingen roll för sexlust: manliga homosexuella tenderar att ha sex oftare än kvinnliga.
Skillnader mellan parter i förhållanden kan orsaka stress, men det finns inget "normalläge", och större åtgärder krävs ofta bara om det skett en radikal förändring.

Vissa sorters bristande sexlust går att åtgärda, men omkring 1 % av alla människor är assexuella.

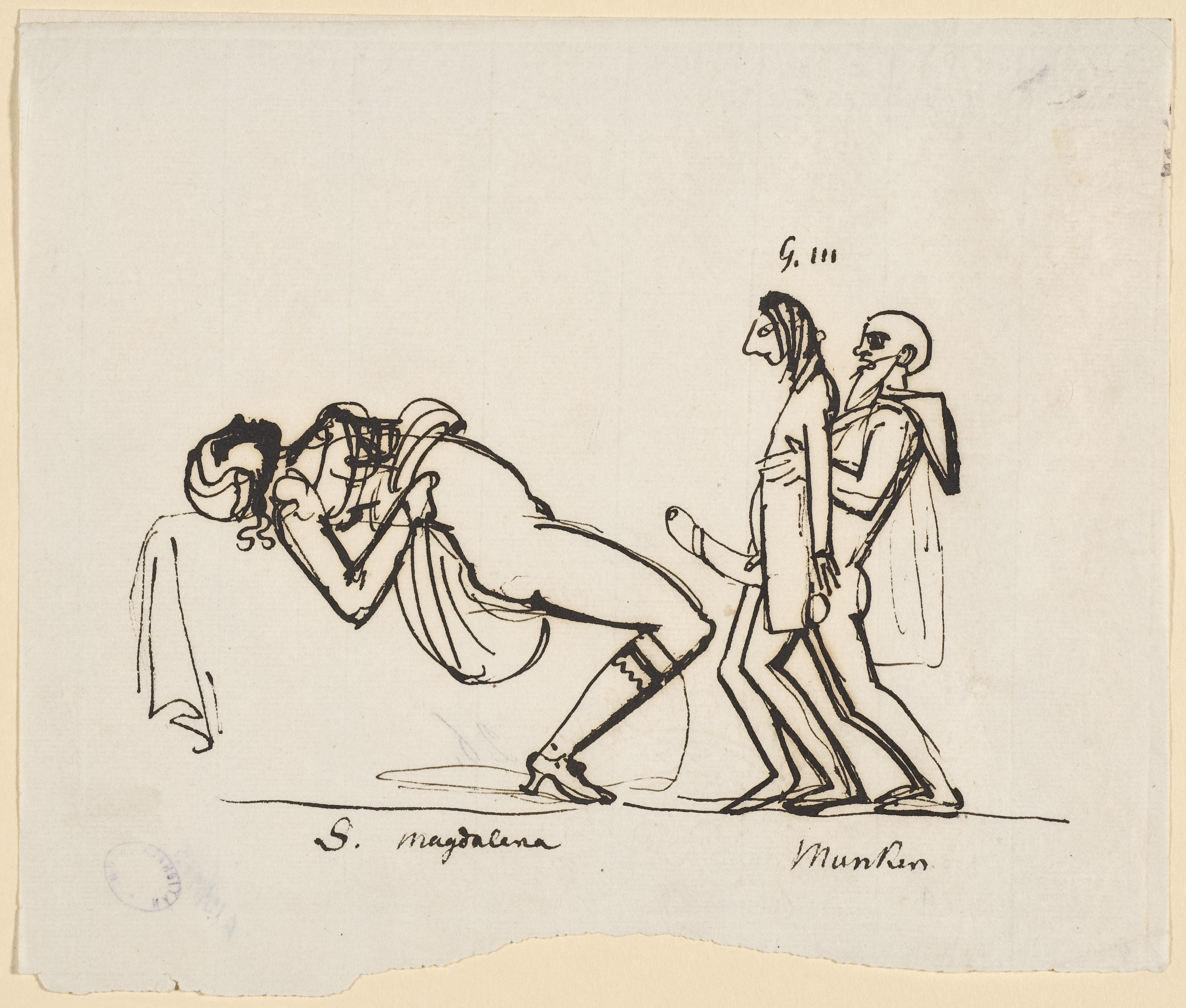
Teckning av Carl August Ehrensvärd, som föreställer hur hovmannen Adolf Fredrik Munck tvingas assistera vid det första samlaget mellan Sofia Magdalena och Gustav III. "I aug 1775 inleddes deras samliv. Kungen hade tydligen en lindrig missbildning i könsorganet, medan drottningens var så trångt, att samlaget för henne blev plågsamt. M måste följa konungen in i sängkammaren för att bistå honom."

### Sexuell dysfunktion
För att beskriva de svårigheter som kan uppstå för någon att njuta av samlag används ibland termen sexuell dysfunktion. Dessa svårigheter är vanliga, särskilt för personer över 40 års ålder. Nästan hälften av alla kvinnor och ungefär 30 % av alla män har erfarenheter av sexuell dysfunktion. Några vanliga orsaker är:
- bristande lust och andra psykiska problem
- svårigheter vid upphetsning, såsom erektil dysfunktion (impotens), otillräcklig lubrikation, vestibulit och andra smärtor under samlag, svårigheter att nå orgasm[24]
- fysiska problem[72], såsom övervikt och sexuellt överförbara sjukdomar och infertilitet[49][50]
- mediciner[156]

Bland mindre vanliga sexuella dysfunktioner finns rädslan för vagina dentata.
Personer som upplever sexuell dysfunktion kan till exempel få hjälp av läkare eller sexterapeut. För män har potensmedel utvecklats, med genombrott såsom sildenafil (1998, sålt bland annat under märket Viagra), och för kvinnor finns till exempel glidmedel.

### Otrohet och älskare
I monogama förhållanden betraktas samlag med andra individer än de som ingår i förhållandet som otrohet. Vanliga orsaker till otrohet är bristande närhet eller kommunikation i förhållandet, tillfällig attraktion till andra personer, otillfredsställda känslomässiga behov, orealistiska förväntningar på ett längre förhållande, åldersrelaterade omvärderingar av livet (40-årskris, till exempel) eller upplevd orättvisa mellan parterna. Otrohet kan, men måste inte, leda till irreparabla skador på förhållandet. Vissa personer har en sexuell läggning där de blir upphetsade av att se sin partner ha samlag med en annan partner, något som kallas cuckolding. En man som ofrivilligt blir utsatt för sin partners otrohet kallas hanrej, och den motsvarande termen för en bedragen kvinna är honrej. Även i polygama förhållanden kan svartsjuka uppstå.
Under perioder har delvis sanktionerad otrohet, med hjälp av mätresser, frillor eller liknande, varit vanligt eller till och med förväntat i de högre stånden. En av de mest kända är Madame de Pompadour, som var älskarinna till Ludvig XIV. Avkommor till sådana personer har bemötts på blandade sätt, från att upptas i det kungliga hushållet eller förskjutas.

### Sexmissbruk
Överdrivna, tvångsmässiga sexuella beteenden kallas vanligen sexmissbruk eller hypersexuell störning. Eftersom människor har ett behov av sex och människors sexlust varierar, är det dock svårt att veta säkert om någon lider av sexmissbruk eller har hög sexlust. Bland de tecken som finns på att någon är sexmissbrukare finns:
- sexlivet går ut över andra delar av livet
- lusten gör det svårt att behålla kontroll
- personen använder sex för att må mindre dåligt (snarare än för att må bra), och mår därför dåligt om sex uteblir
- personen trappar upp sökandet efter "kickar" till gradvis farligare eller mer extremt sex
- sex blandas ihop med andra känslor
- andra personer blir utnyttjade för personens tillfredsställelse[182]

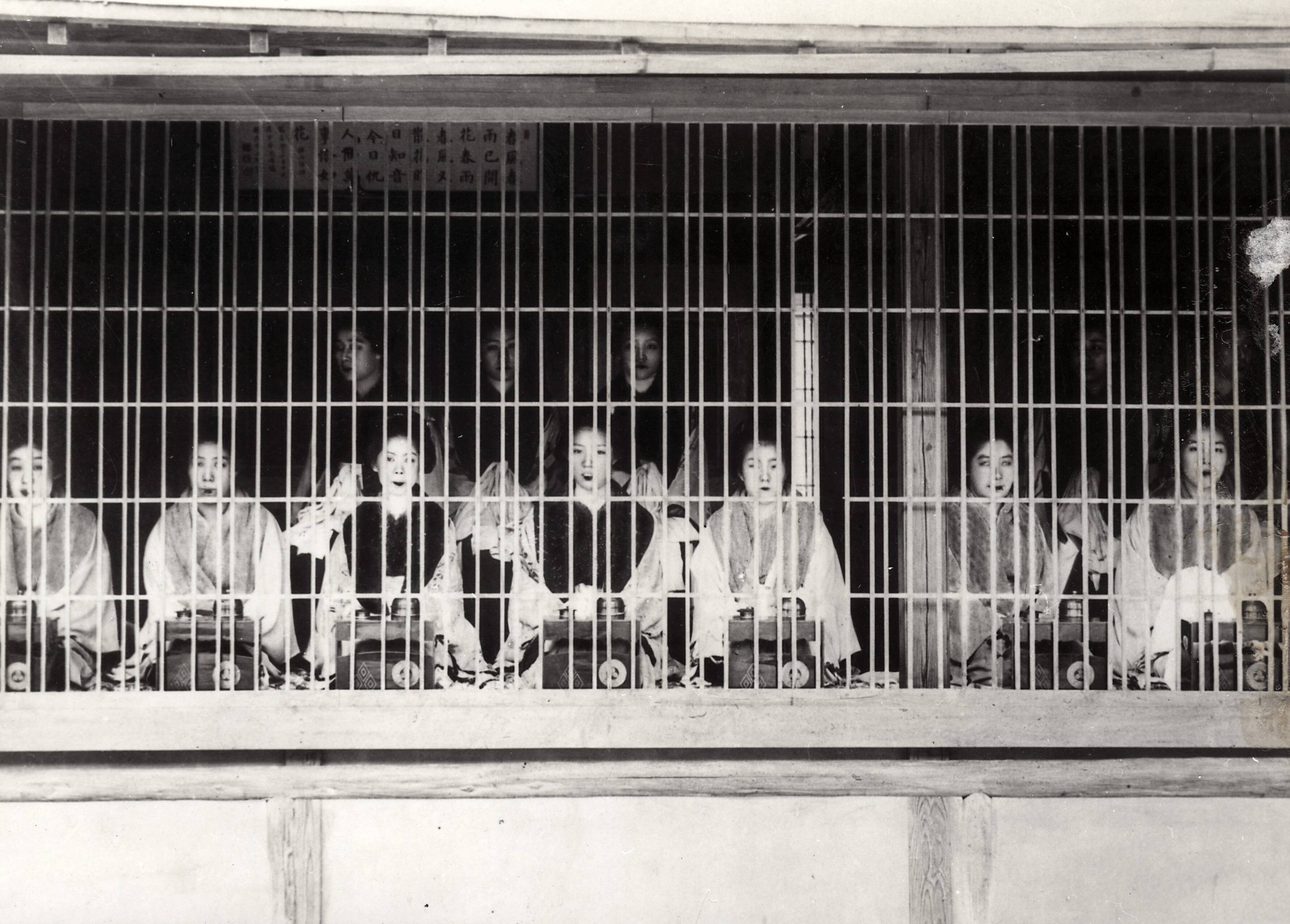
Prostituerade i Japan begränsades till området Yoshiwara. Bild från 1931 eller tidigare.

### Prostitution
Prostitution är köpandet och säljandet av sexuella tjänster (inklusive samlag), och har kallats "världens äldsta yrke", men på många platser är prostitution olagligt eller begränsat till särskilda områden, till exempel bordeller. Dessa lagar har ändrats genom tiderna, till exempel vad gäller om det är den prostituerade eller sexköparen som begår den olagliga handlingen.
Därför handlar prostitution ofta om människosmuggling av fattiga kvinnor. (Män som köper samlag är mycket vanligare än kvinnor som köper samlag.) Kring de betalda samlagen finns såväl tvång som hallickar som tar andelar av de intäkter som personen genomför arbetet. Dessutom är det ett farligt yrke, med stor risk för fysiskt våld (i en studie hade 73 % blivit utsatta) och våldtäkter (57 %), som 89 % uppger att de vill lämna. Näst efter droger och vapenhandel är prostitution det område inom illegal handel som är mest lukrativ.
Inom islam finns möjlighet till mycket korta äktenskap, som ibland används som ett sätt att kringgå regler om prostitution.

### Våldtäkt och sexuella övergrepp

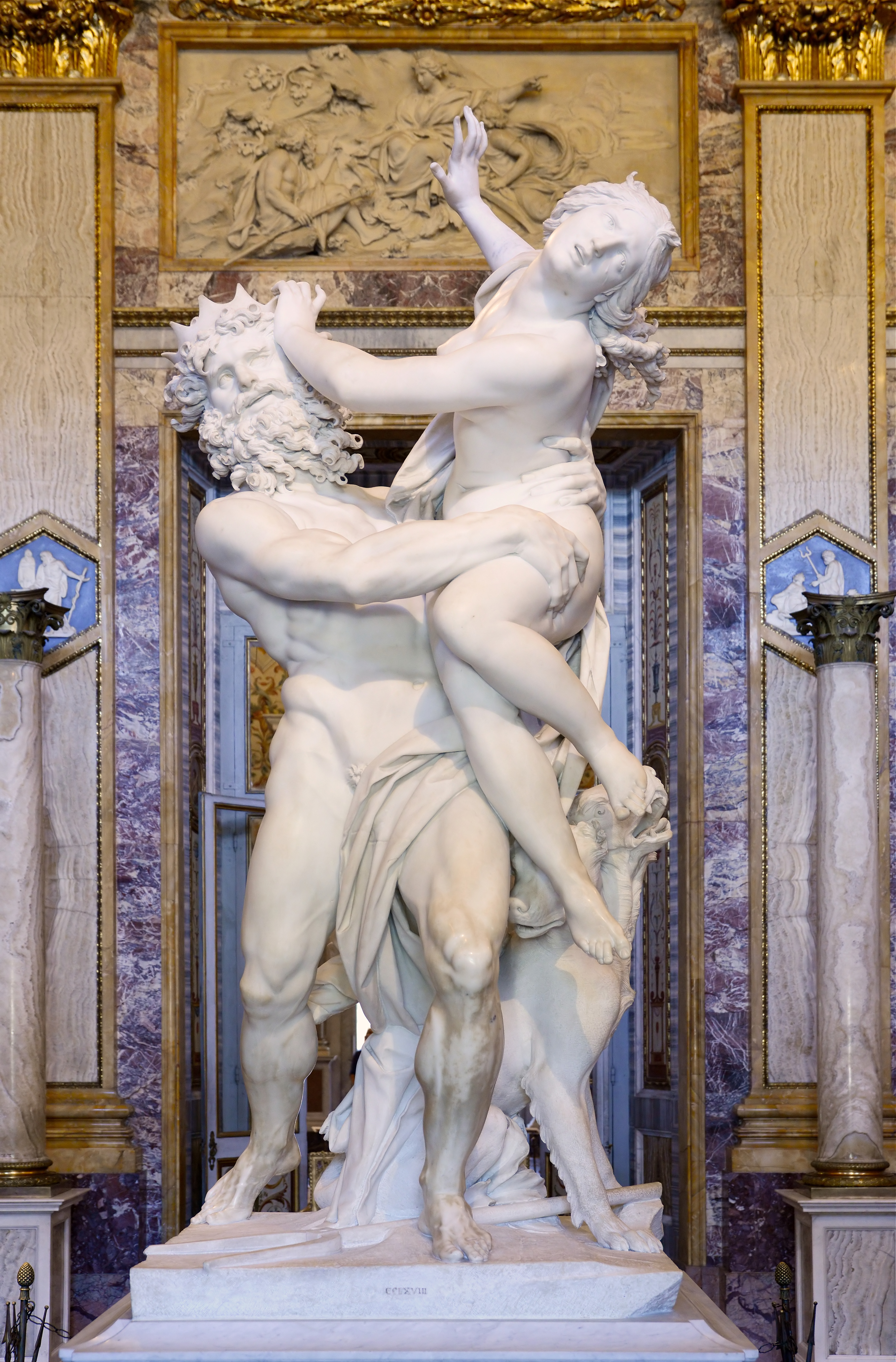
Staty av hur Pluton våldtar Proserpina, av Giavanni Lorenzo Bernini.

Samlag bygger på ömsesidig önskan (samtycke). När denna önskan är ensidig och genomförs mot andra mot deras vilja kallas detta brott våldtäkt. Det är också brottsligt i vissa länder om en vuxen har samlag med en underårig person som är i någon beroendeställning. Andra ensidiga sexuella handlingar omfattas av rubriken sexuella övergrepp. Kriminaliseringen av samlag utan samtycke och andra sexuella övergrepp skiljer sig mellan olika länder. I flera länder anses våldtäkt inte kunna begås inom äktenskapet, eller om förövaren gifter sig med offret. Omkring 98 % av förövarna av sexualbrott i Sverige är män (enligt Brottsförebyggande rådets undersökning Nationella trygghetsundersökningen), medan offren avsevärt oftare är kvinnor (10,7 % jämfört med 1,6 % män). Ibland sker också gruppvåldtäkter, där det finns flera förövare.
Enligt FN:s bedömningar har ungefär 35 % av alla kvinnor i världen utsatts för fysiskt och/eller sexuellt våld från partner eller från icke-partner, men andra bedömningar, även från FN, tyder på att siffran kan vara högre: drygt 47 % upp till 70 %. Kvinnor som har utsatts för fysiskt eller sexuellt våld uppvisar oftare depression, söker oftare abort, och får oftare HIV än kvinnor som inte utsatts. För många kvinnor är våldtäkt också ett socialt stigma. Våldtäkter används bland annat av terroristgrupper, såsom ISIL och Boko Haram, som en central idé i deras ideologi. Därför har FN beslutat att användandet av våldtäkt som ett medel i krig är ett hot mot den internationella säkerheten. Också hot om våldtäkt är något som används för att tysta kvinnor, inklusive på internet och inom parlament.
Inom konsten har myter om exempelvis Plutons våldtäkt och kidnappning av Proserpina (senare överförd till romers kultur som Hades och Persefone), och så kallade rape-and-revenge-berättelser varit populära.

### Sex- och samlevnadsutbildning

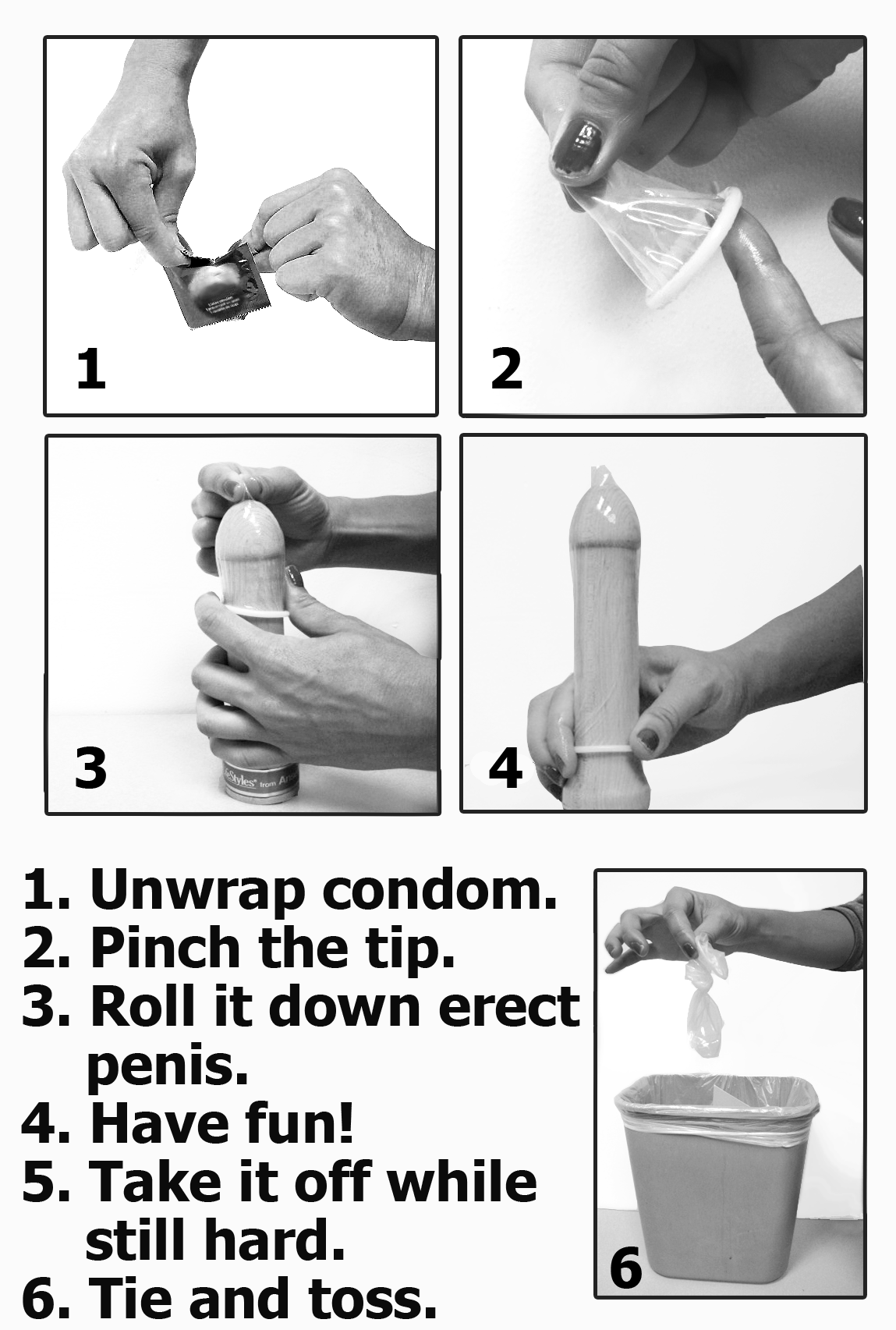
Affisch som beskriver hur man tar på en kondom för män.

Undervisning om sex, inklusive samlag, bedöms som ett sätt att underlätta för ungdomar att få ett bra sexliv, utan könssjukdomar, och med lägre nivåer av ungdomsgraviditeter. Det ingår därför i många länders läroplaner, inom många olika ämnen (såsom biologi, samhällskunskap, och idrott och hälsa). Undervisningen sker ofta i tonåren. Det finns dock olika svårigheter, såsom lärares bristande kompetens om exempelvis HBTQ-relaterade frågor men även samlagsfrågor över lag, ont om tid och uppföljning, särskiljning från skolans övriga värdegrundsarbete, och osäkerhet bland personalen. Dessutom finns stora skillnader internationellt vad gäller när undervisningen inleds, vad den innehåller och rekommenderar, samt om den är frivillig eller obligatorisk. Skillnaderna beror bland annat på vilket skolsystem som används: religiösa skolor tenderar att ha mindre undervisning, utförda i linje med den kyrkliga doktrinen, medan politiska partier också påverkar undervisningen. I flera länder, inklusive USA, har undervisning som förespråkar "avhållsamhet endast" (och förtiger information om preventivmedel som kondomer) införts för att minska just tonårsgraviditeter, med mycket dåliga resultat. I länder med hög kvalitet på sex- och samlevnadsundervisningen har både tonårsgraviditeter och sjukdomar minskat.

## Objekt som förknippas med samlag

### Preventivmedel
Samlag är väldigt gynnsamt för sexuellt överförbara sjukdomar. Om man vill skydda sig mot dessa är kondom ett praktiskt redskap. 

Kondomen fungerar också som preventivmedel, det vill säga den skyddar mot befruktning om personer med olika kön har samlag vaginalt. Det finns även andra preventivmedel. Dock finns inget preventivmedel som är hundraprocentigt tillförlitligt mot vare sig sexuellt överförbara sjukdomar eller befruktning. Kondom är det preventivmedel som är säkrast i samtidigt skydd mot såväl sjukdomar som oönskade graviditeter. Dock kan preventivmedel som kondomer brista och är då inte ett hundraprocentigt effektivt skydd mot graviditet.

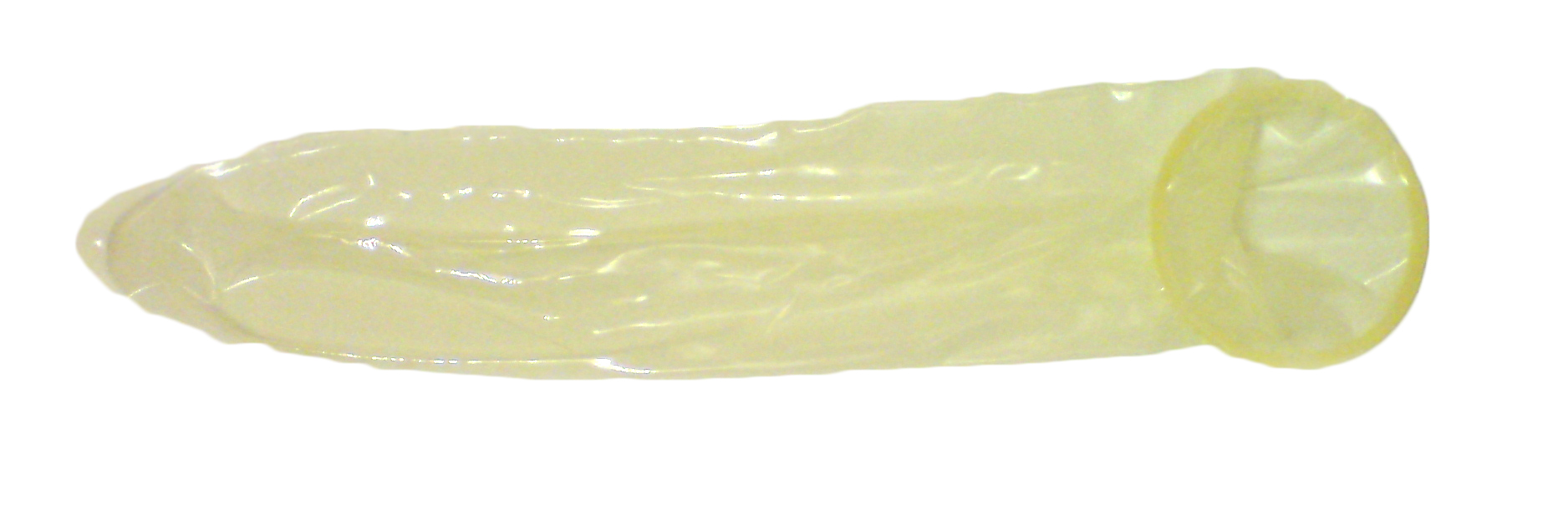
En utrullad kondom i latex.
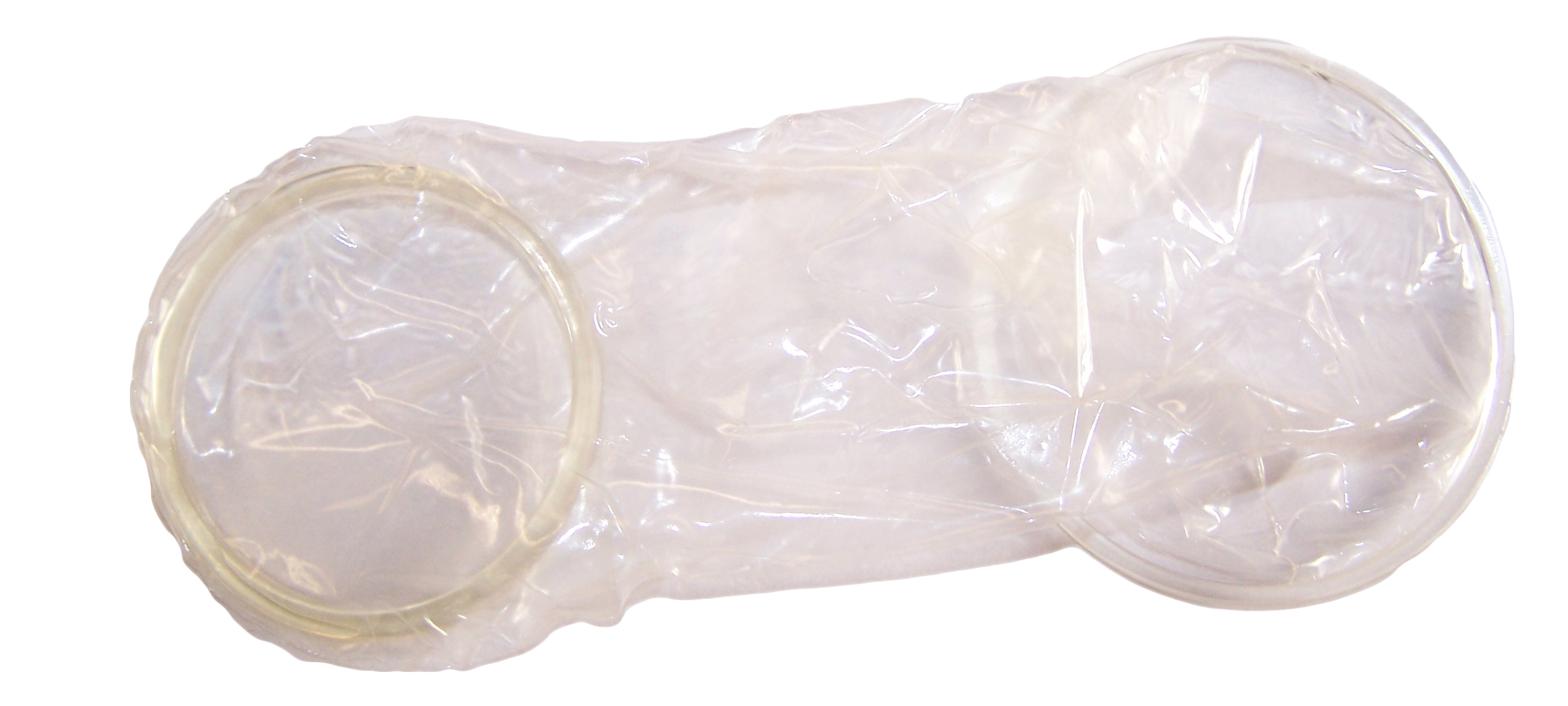
En kondom för kvinnor tillverkad av polyuretan.
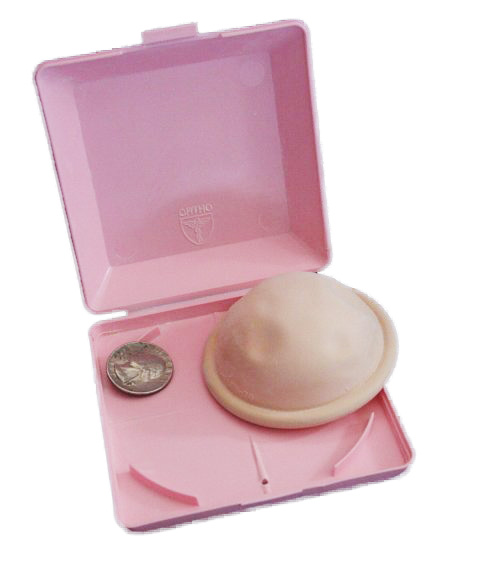
Ett pessar samt ett amerikanskt 25-centsmynt.
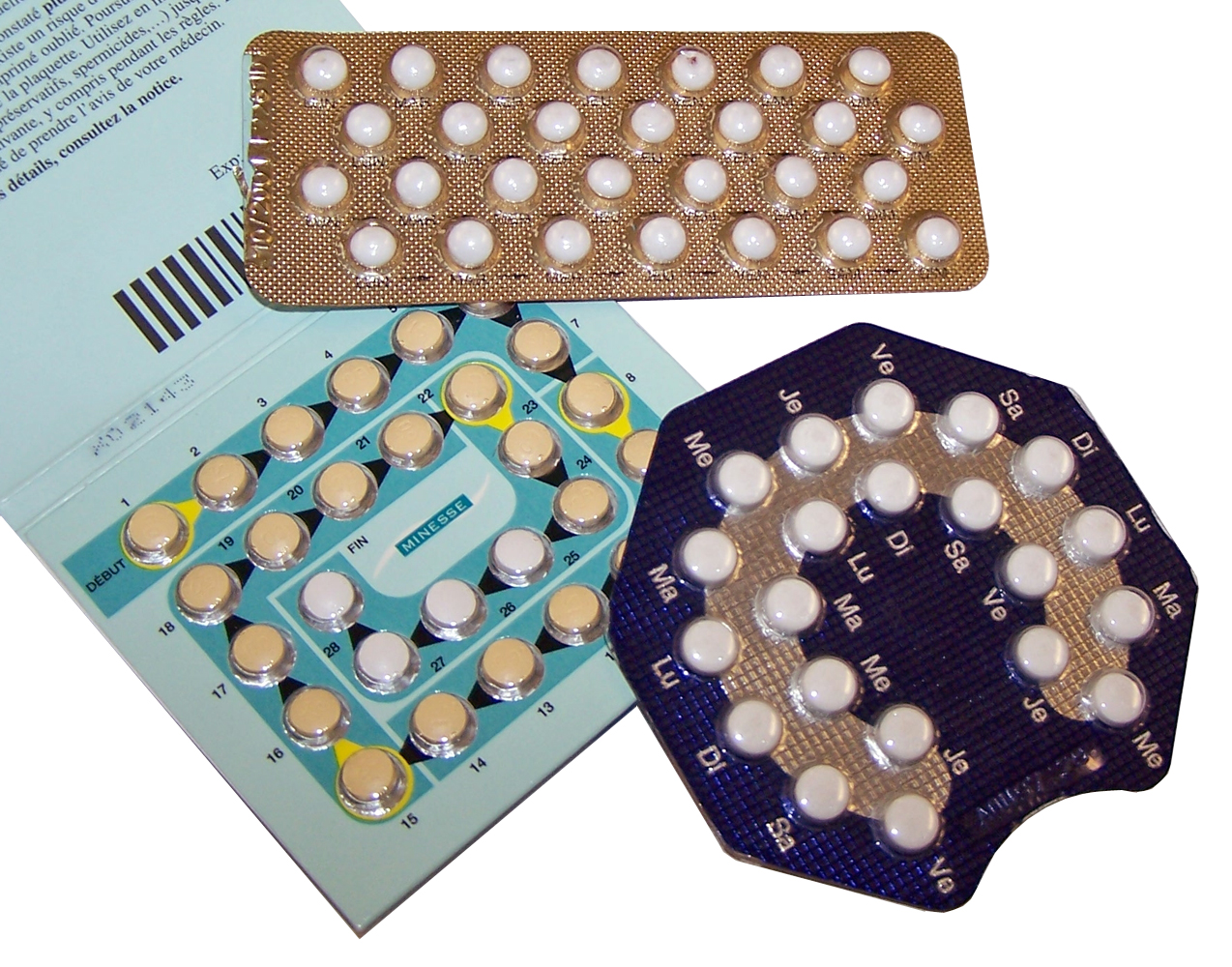
Tre varianter av P-piller i förpackningar med datum.
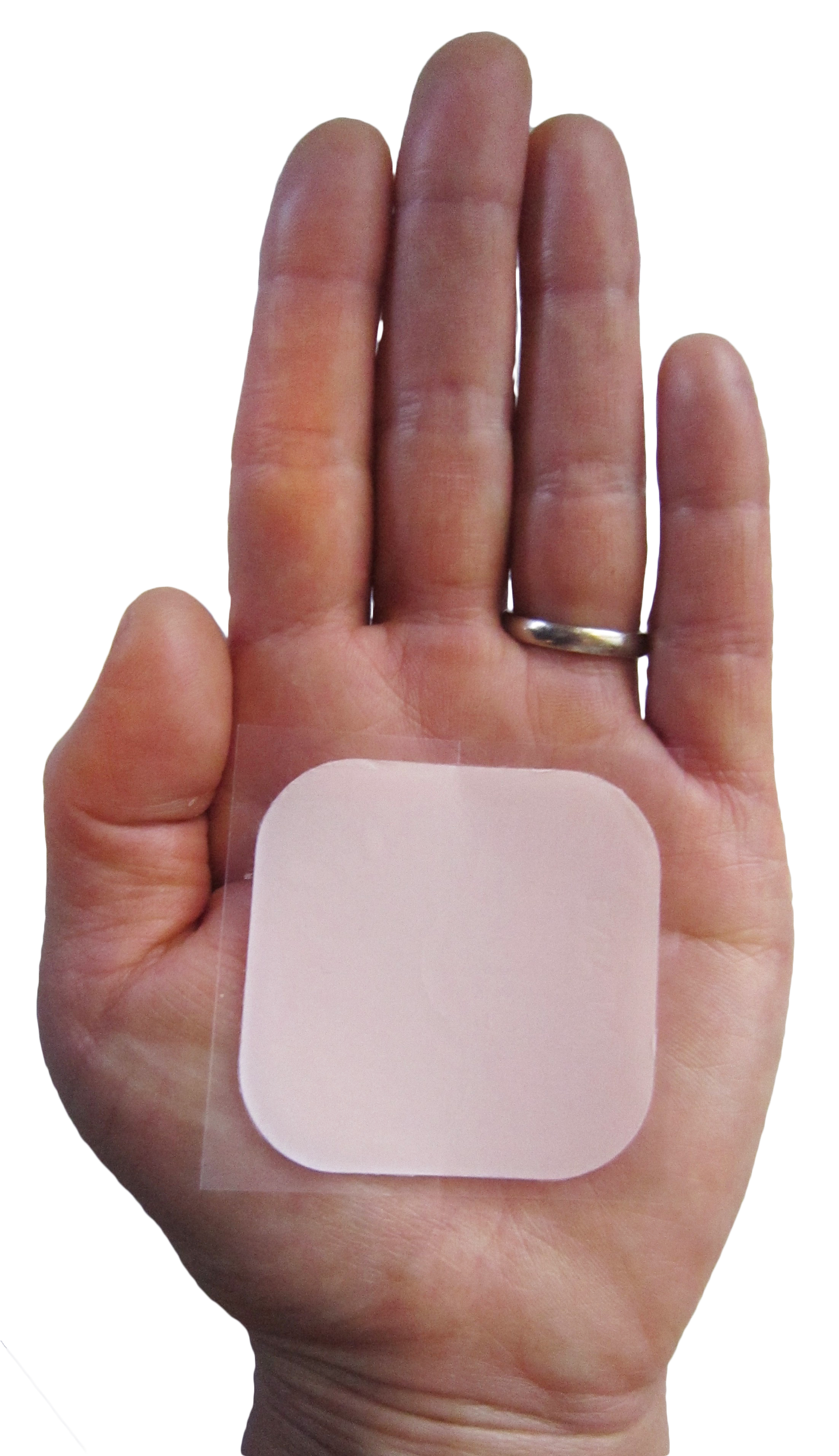
Ett plåster med hormoner.
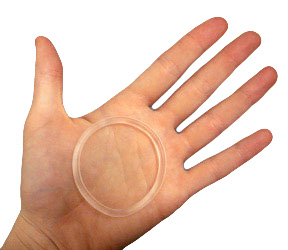
En vaginalring.
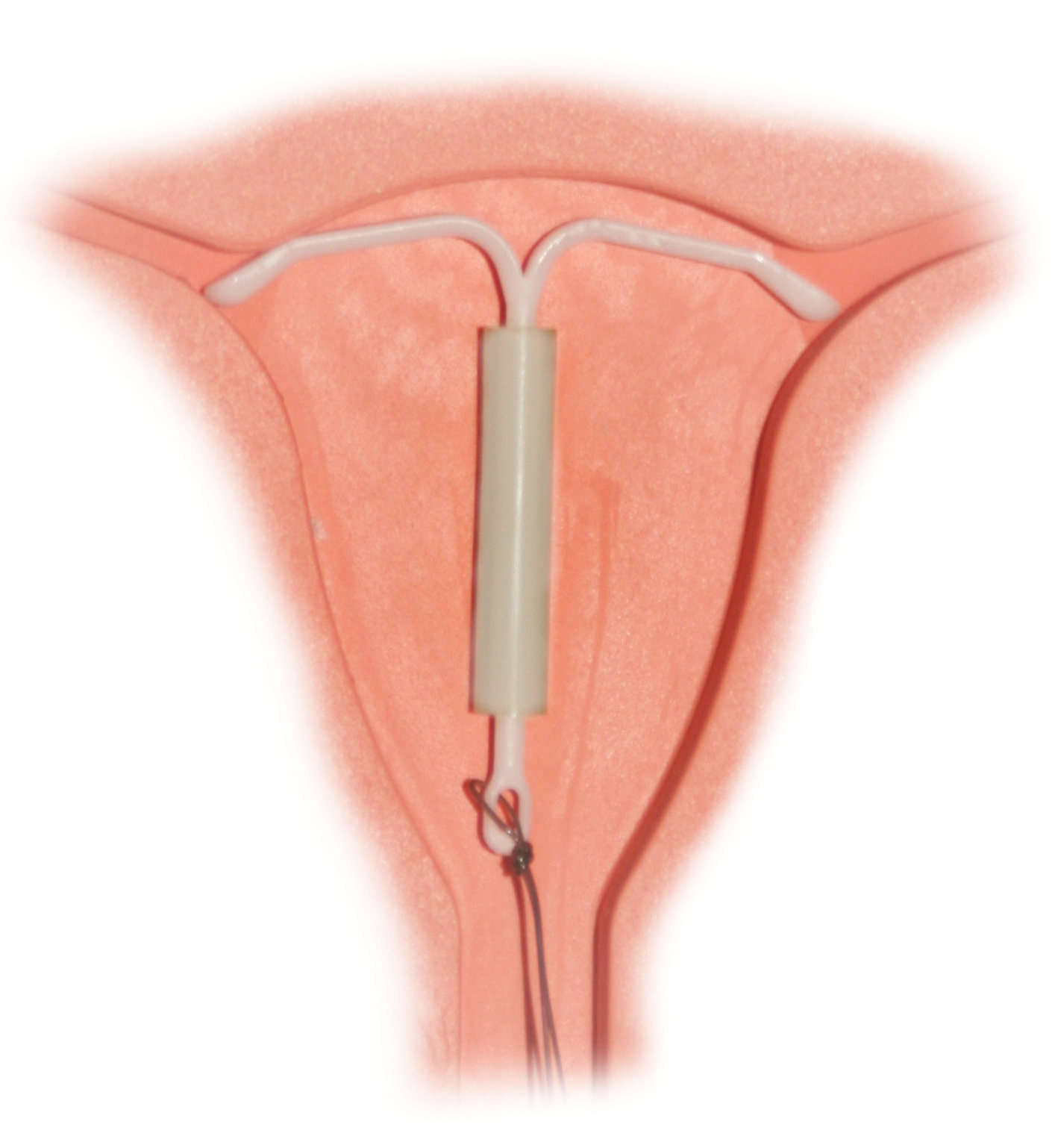
En spiral som sätts in i livmodern.
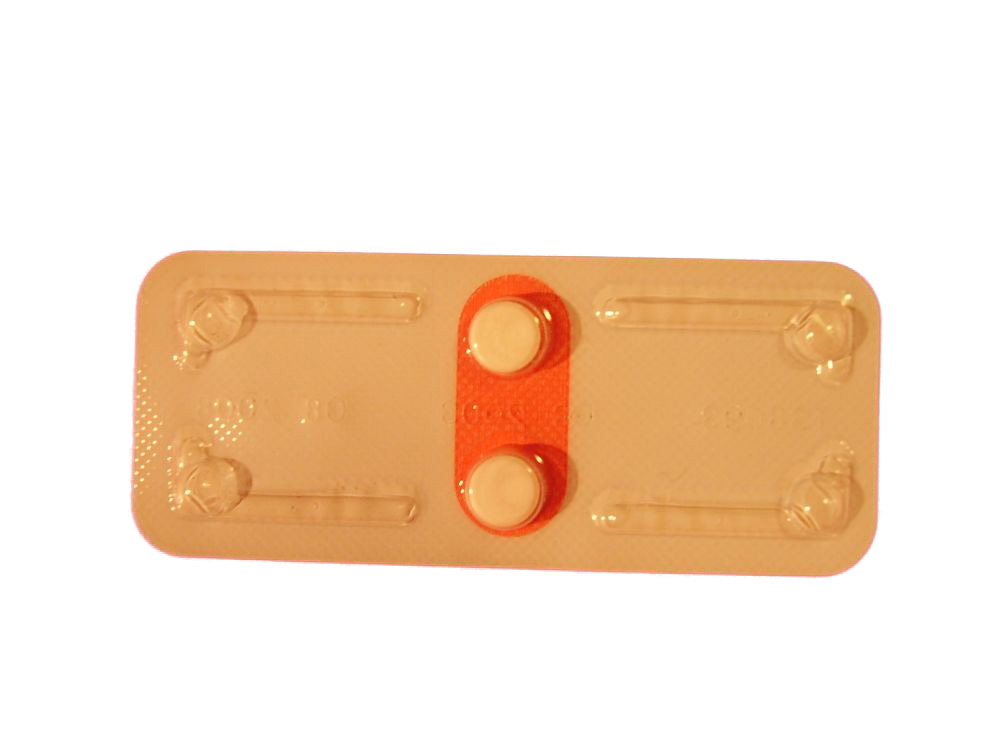
Två dagen efter-piller.

### Sexuella hjälpmedel
Sexuella hjälpmedel (även 'sexleksaker') har funnits under mycket lång tid, och kan användas under flera delar av samlaget: 
- inför samlaget för att möjliggöra erektion eller lubrikation, såsom potensmedel[161][162] och glidmedel.[163]
- under upphetsningsfasen för att bygga upp stämningen eller en särskild fantasi. Här kan erotiska eller pornografiska filmer, särskilda underkläder, massageoljor, vibratorer, eller specialiserad utrustning för exempelvis BDSM förekomma.
- under en eventuell penetration, platåfasen och orgasmfasen kan löspenisar (inklusive apparater såsom sybianer, samt strap-on-penisar och analplugg), lösvaginor, penisringar, vaginalkulor, och sexdockor användas.
- under avslappningsfasen kan hjälpmedel användas istället för könsorgan för att fortsätta stimulans av partner efter egen orgasm.[62][225][226][227][228][229]

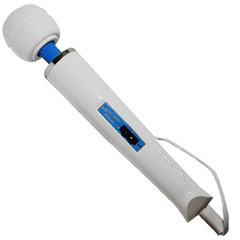
Vibrator.
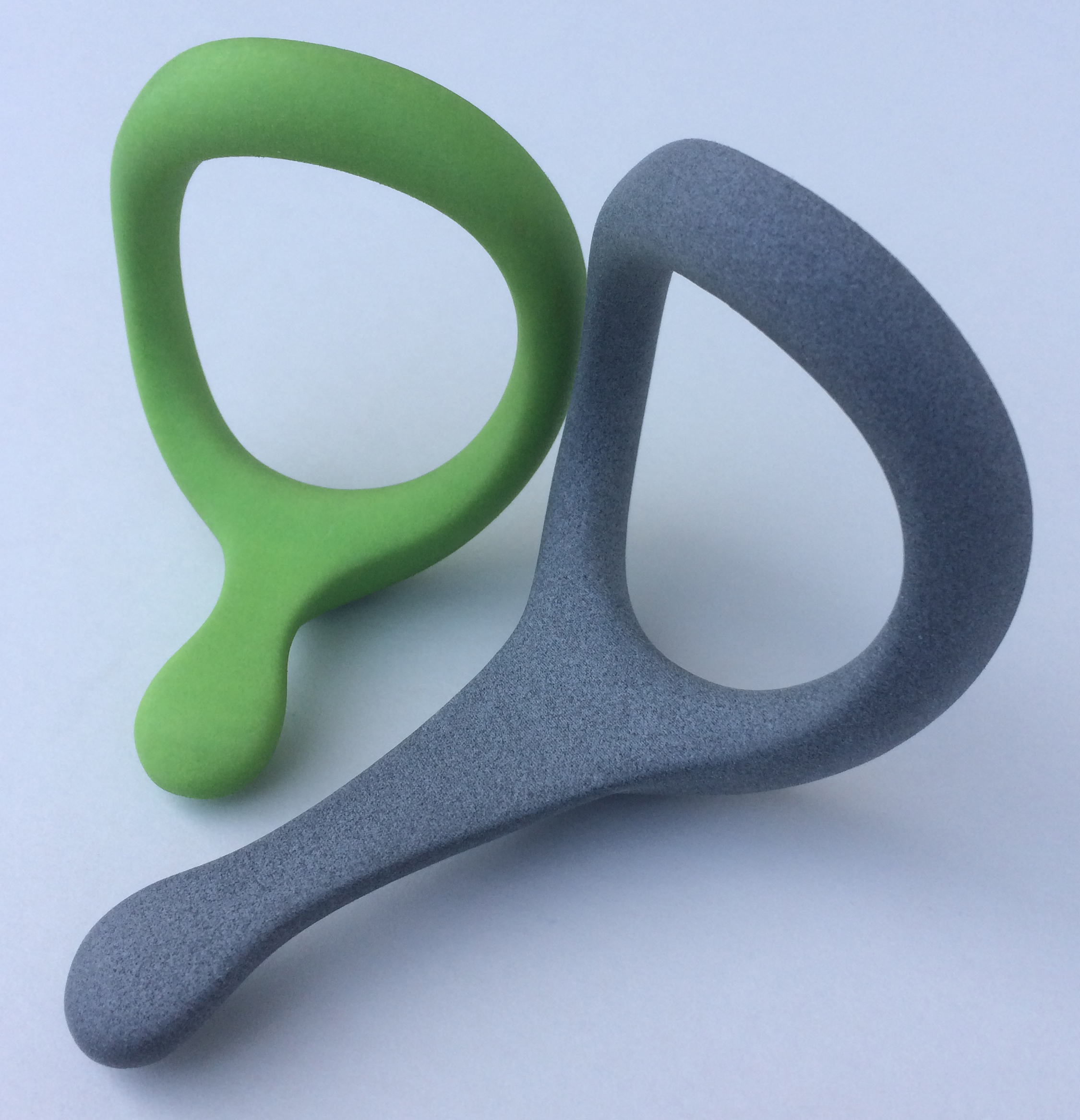
Penisring.
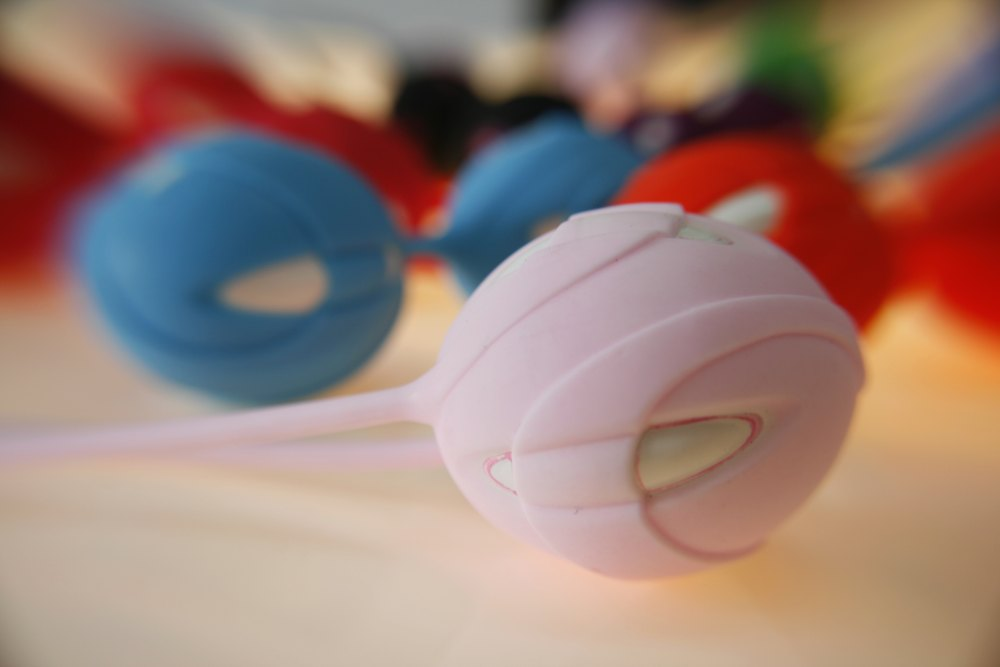
Vaginalkula.
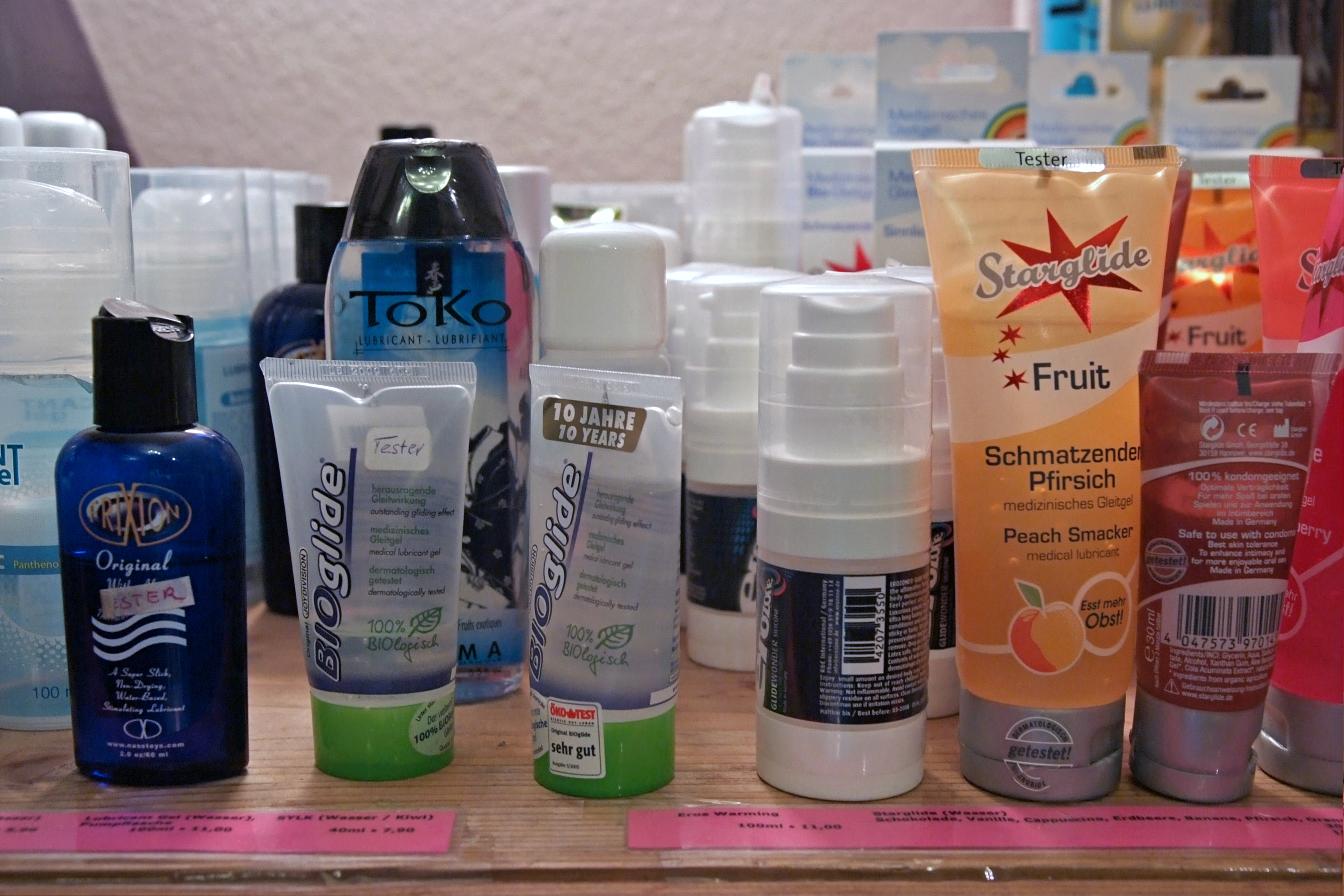
Glidmedel.
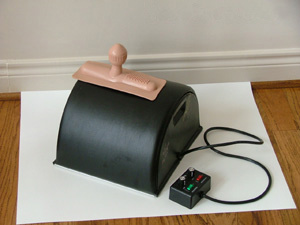
Sybian.
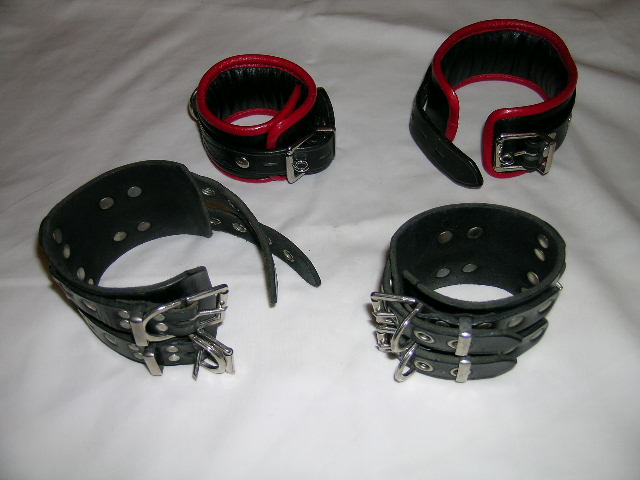
Bondage-band.
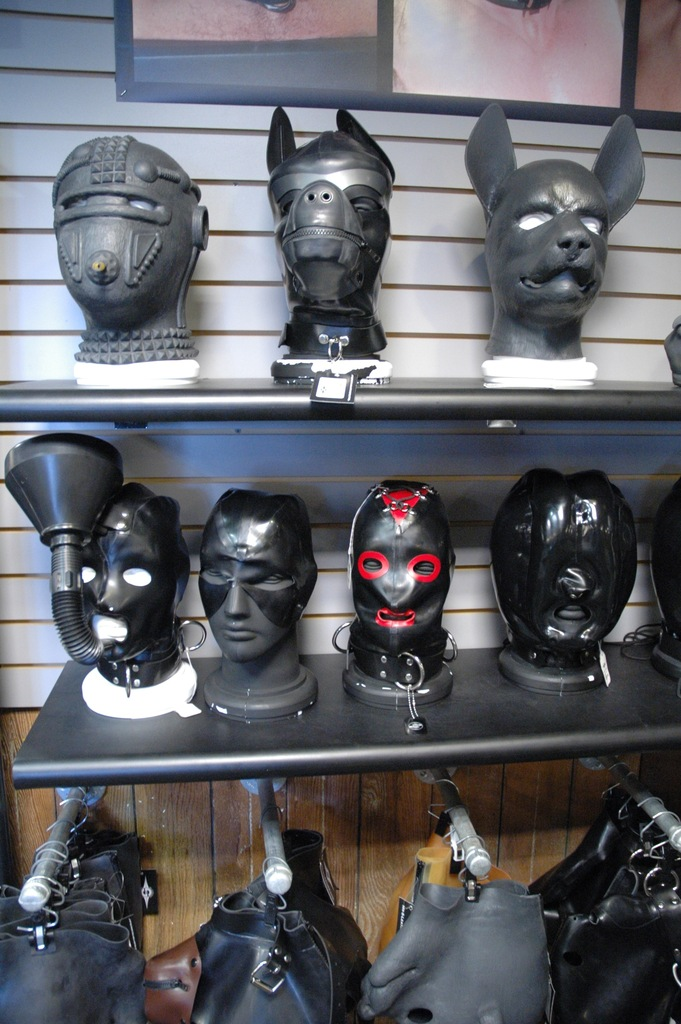
Bondage-masker.
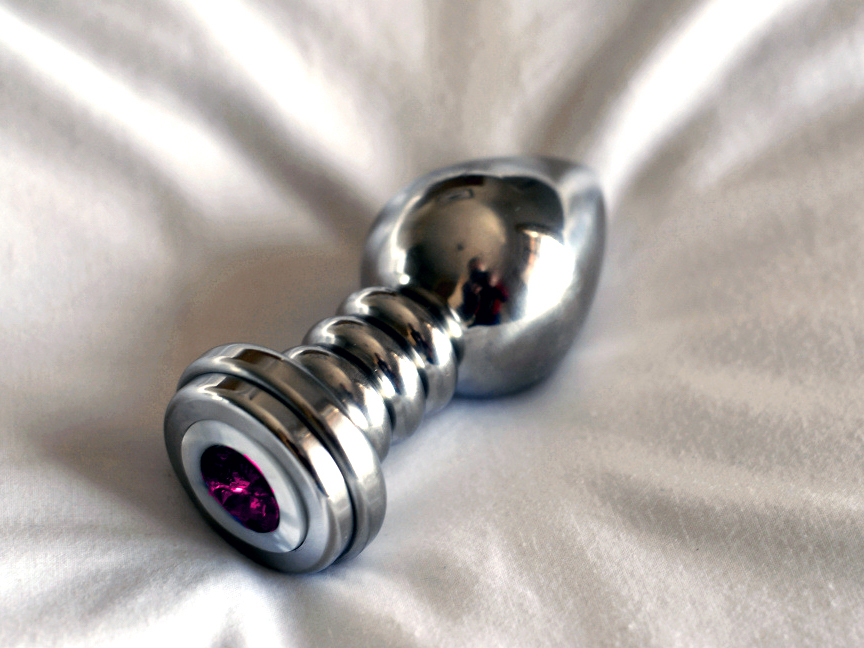
Analplugg i metall.
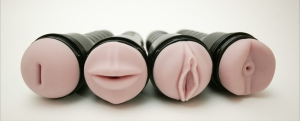
Lösvaginor med olika former.

Bland de vanligaste sexleksakerna finns dildos, klitorisvibrator (ofta med kaninöronformade utskott), glidmedel, vaginalkulor, och lösvaginor. Löspenisar har vid flera tillfällen fastnat inuti kroppsöppningar, något som har föranlett regler om säkerhetsanordningar.

## Lagstiftning

Homosexualitet tillåten
Samkönade äktenskap
Utländska samkönade äktenskap erkänns
Samkönade partnerskap eller dylikt
Begränsat erkännande
Inga juridiskt accepterade samkönade samlevnadsformer
Lagar som begränsar yttrandefrihet och mötesfrihetHomosexualitet förbjuden
Milda straff
Hårda straff
Livstids fängelse
Dödsstraff

Förbud mot samlag med egna barn är ett mycket vanligt förbud. Synen på när ett barn är moget att självt inleda sexuella relationer skiftar också. Den så kallade sexuella myndighetsåldern varierar därmed mycket och i några länder är det lagligt att ha samlag med barn ned till tolv års ålder, ofta med förbehållet att åldersskillnaden mellan parterna är liten. I länder där barnäktenskap är lagliga kan den faktiska lägstaåldern vara ännu lägre.
På många håll finns också morallagar som kriminaliserar samlag mellan personer av samma kön eller samlag och sexuella handlingar som på andra sätt anses moraliskt förkastliga, såsom oralsex, analsex eller när samlag sker mot betalning. Samkönade samlag eller sexuella handlingar leder till dödsstraff i vissa länder.

### Svensk lagstiftning
Ett samlag med en ovillig partner betraktas under vissa omständigheter som kriminellt enligt svensk lag. För att de grövre sexualbrottsrubriceringarna, våldtäkt och sexuellt tvång, ska vara aktuella krävs att någon typ av tvång skett och, vad gäller våldtäkt, att någon form av våld eller hot om våld skett. Eftersom gärningar generellt sett, bortsett från grövre våldsbrott, aldrig är brott om offret samtycker kan ett samlag där offret anses ha samtyckt inte anses vara ett brott. När offret är ett barn under femton år eller en person som är i ett sådant tillstånd som beskrivs enligt ovan anses vanligen inte samtycke kunna föreligga, men i praxis har hänsyn tagits till barns samtycke när de närmat sig femton års ålder. 
I strafflagstiftningen är orala, anala och andra handlingar där könsorgan (offrets och/eller gärningsmannens) berörs likställda med samlag och kan leda till ansvar för våldtäkt eller andra sexualbrott. 
Bland andra kriminaliserade samlag och med samlag likställda handlingar kan nämnas samlag med avkomling och samlag med helsyskon, det vill säga incest, samt köp av sexuella tjänster.
Samlag med djur, tidelag, var kriminaliserat i Sverige fram till 1944 då lagen togs bort i samband med att homosexuella handlingar avkriminaliserades. Från den 1 april 2014 är det dock kriminaliserat igen utifrån djurskyddsaspekter.

## Sexualmoral
Samlag har omgärdats av olika moraliska påbud sedan mycket lång tid. Exempelvis finns påbud om homosexualitet i Bibeln.

### Sverige
I Sverige var utomäktenskapliga samlag tidigare förbjudna, så kallat hor. Det var även olagligt att ha sex med personer av samma kön som en själv eller med djur, ett förbud som upphörde 1944. Våldtäkter inom äktenskapet kriminaliserades (1965) och preventivmedel blev lagliga.

## Samlag i konst och kultur

### Film
Inom film har sex och samlag haft en stor och kontroversiell roll under lång tid. Framför allt har ämnen såsom huruvida samlag kan ha en roll i seriösa filmer (snarare än enbart inom pornografi) och i vilken mån samlag och nakenhet ska censureras. Redan bland Eadweard Muybridges filmexperiment under 1884-1887 finns flera filmer med fullt nakna män och kvinnor.
Den första bevarade filmen med fullt synligt samlag är À l'écu d'or ou la bonne auberge ('På Den gyllene skölden eller Det goda hotellet', 1908), där en hushållerska onanerar på en säng och blir upptäckt av ett nygift par som utnyttjar situationen. Därefter kom flera filmer som utspelar sig på bordeller eller som använde löften om samlag för att undervisa om veneriska sjukdomar. En av de första skådespelerskorna som förknippades med sex var Theda Bara, som medverkade i flera filmer på tidigt 1910-tal och som omväxlande blev kallad den första femme fatale på film och dess första vamp.
År 1915 kom filmen A Free Ride (film) som betecknas som den första filmen som enbart fick visas för män eftersom den ansågs vara så pornografisk.
1933 kom filmen Ecstasy, med Hedy Lamarr i huvudrollen. Filmen fått stå som ett exempel på en tidig kvinnlig orgasm på film, även om det inte förekommer någon nakenhet i just den scenen. (I en annan scen syns dock Lamarrs pubeshår.) Efter att Hayeskoden infördes 1933 försökte regissörer och producenter hitta olika sätt att kringgå reglerna. Det kunde ske genom mer symboliska filmklipp eller, såsom hos Alfred Hitchcock, genom att klippa på ett sådant sätt att långa kyssar inte skildrades oavbrutet (Notorious! från 1946 innehåller en kyss som varar 2,5 minuter).
Ingmar Bergmans Tystnaden (1963) innehåller en kontroversiell samlagsscen och en onaniscen som blev föremål för en stor debatt om censur. Under 2010-talet blev samlagsscener mindre självcensurerade, och i Lars von Triers Nymphomaniac (2013) och Abdellatif Kechiches Blå är den varmaste färgen syns blygdläppar öppet. Dramafilmer som Starlet (2012) och Pleasure (2021) inkluderar skildringar från produktion av pornografisk film. Samtidigt har TV-serier som Girls, Normala människor och Sex Education bidragit till fler mer öppet presenterade samlagsscener för TV-publiken.

## Galleri

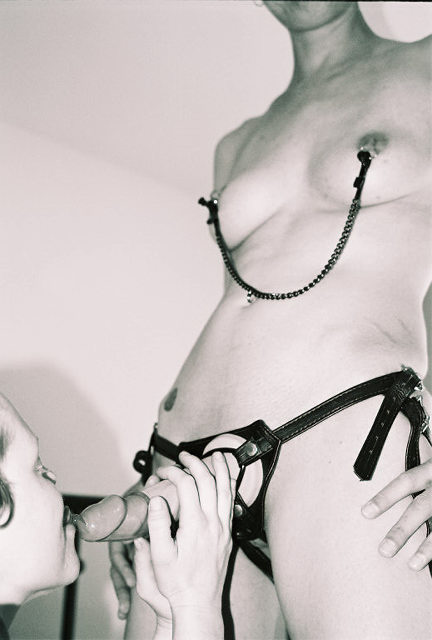
Kvinna med strap-on-dildo och klämmor i bröstvårtorna.
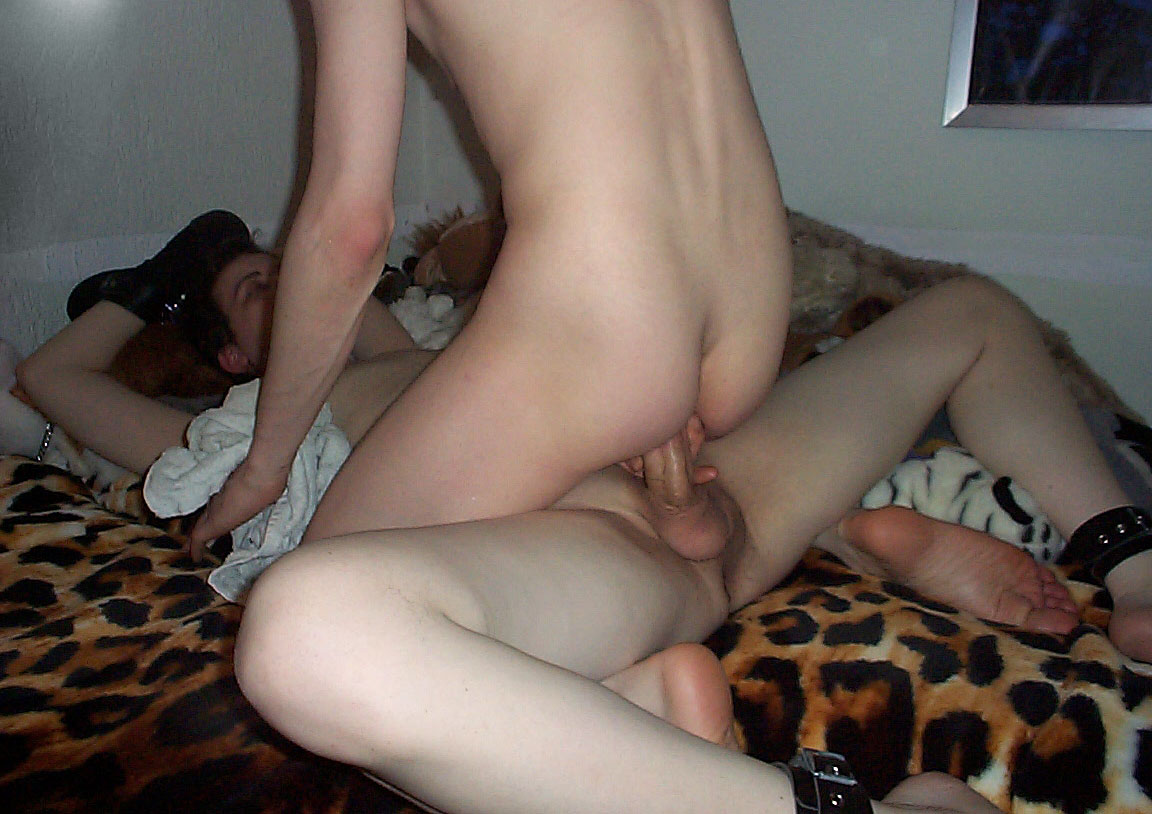
Två män som har analsex.